# Liste von Burgen und Schlössern in Mittelfranken
Die Liste von Burgen und Schlössern in Bayern/Regierungsbezirk Mittelfranken ist ein Verzeichnis von historischen Orten, wie Burgen, Schlössern, Herrensitzen, Festungen, Motten, Burgställen und Wehrkirchen auf dem Territorium des heutigen Regierungsbezirks Mittelfranken, aufgeteilt in kreisfreie Städte und Landkreise. Es gibt weitere Listen für die Regierungsbezirke Oberbayern, Niederbayern, Oberpfalz, Oberfranken, Unterfranken und Schwaben. Nicht aufgeführt sind Zier- und Nachbauten, die nie als Wohngebäude oder zur Verteidigung genutzt wurden.

## Ansbach
| Name                               | Ort                  | Typ                                                                       | Entstehungszeit                  | Erhaltungszustand und heutige Nutzung                                                                    | Bild |
| ---------------------------------- | -------------------- | ------------------------------------------------------------------------- | -------------------------------- | --- | ---- |
| Residenz Ansbach                   | Ansbach              | Schloss, zuvor Wasserburg                                                 | Zwischen 1398 und 1400 errichtet | 1565–1575 zum Renaissanceschloss ausgebaut und 1694–1716, 1719–1730 und 1731–1749 zur Residenz erweitert |      |
| Burgstall Dornberg                 | Ansbach-Dornberg     | Höhenburg (Spornburg)                                                     | 12. Jahrhundert                  | Abgegangen, während des Bauernkrieges zerstört, nur ein Wall erhalten                                    |      |
| Turmhügel Eyb                      | Ansbach-Eyb          | Höhenburg (Turmhügelburg)                                                 | Mittelalterlich                  | Abgegangen                                                                                               |      |
| Prinzenschlösschen                 | Ansbach              | Schloss von Hofrat Georg Christian Seefried                               | Zwischen 1697 und 1699 errichtet | Erhalten, in Privatbesitz                                                                                |      |
| Burgstall Schalkhausen             | Ansbach-Schalkhausen | Niederungsburg (Turmhügelburg, Wasserburg)                                | 12. Jahrhundert                  | Abgegangen, während des Bauernkrieges zerstört, nur ein Wassergraben erhalten                            |      |
| Schloss Schalkhausen (Schlösschen) | Ansbach-Schalkhausen | Schloss (Sommerschloss) mit Park von Ernst Christian Freiherr von Lyncher | 18. Jahrhundert                  | Erhalten                                                                                                 |      |
| Zocha-Schlößchen                   | Ansbach              | Stadtpalais                                                               | ab 1737 errichtet                | 1945 zerstört, teilweise wieder aufgebaut, Gebäudereste 1971 endgültig abgerissen                        |      |

## Erlangen
| Name                                                                  | Ort                 | Typ                            | Entstehungszeit            | Erhaltungszustand und heutige Nutzung | Bild |
| --------------------------------------------------------------------- | ------------------- | ------------------------------ | -------------------------- | --- | ---- |
| Besoldsches Haus                                                      | Erlangen            | Adelspalais                    | 1733/1734                  | Barockes Stadtpalais, erhalten |      |
| Herrensitz Bruck                                                      | Erlangen-Bruck      | Herrensitz                     | vor 1417                   | Abgegangen, diente Zeitweise auch als Synagoge, Gebäudereste in moderner Bebauung aufgegangen                                                                 |      |
| Egloffsteinsches Palais (Palais Egloffstein)                          | Erlangen            | Adelspalais                    | 1718                       | größtes Erlangener barockes Stadtpalais, erhalten |      |
| Keltschenschloss                                                      | Erlangen-Bruck      | Herrensitz                     | um 1649                    | Erhalten. Um 1724/26 zum heutigen Aussehen umgebaut. Zeitweise auch Gasthaus „Zum Goldenen Bären“. Ende des 18. Jahrhunderts bis 1801 Nutzung als Herrenhaus. |      |
| Loewenichsches Palais (Loewenich'sches Palais, Palais Loewenich)      | Erlangen            | Adelspalais                    | Mitte des 18. Jahrhunderts | kleineres barockes Stadtpalais, erhalten |      |
| Lynckersches Palais (Glücksches Haus)                                 | Erlangen            | Adelspalais                    | 1748                       | Stadtpalais, erhalten |      |
| Herrensitz Schlösschen (Bruck)                                        | Erlangen-Bruck      | Herrensitz                     | 1687/88                    | 1966 abgerissen. Reste der Umfassungsmauer und Bekrönung des Hoftores (siehe Bild) erhalten.                                                                  |      |
| Herrensitz Steinhaus (Bruck)                                          | Erlangen-Bruck      | Herrensitz                     | 1477                       | Abgegangen, während des Dreißigjährigen Krieges zerstört, seine Stelle ist heute modern überbaut                                                              |      |
| Markgräfliches Schloss Erlangen                                       | Erlangen            | Schloss                        | ab 1700                    | 1814 bis auf die Außenmauern abgebrannt und bis 1825 wieder aufgebaut. Seit 1945 Universitätsverwaltung.                                                      |      |
| Stutterheimsches Palais (Stuterheim'sches Palais, Palais Stutterheim) | Erlangen            | Adelspalais                    | 1728–1730                  | das bedeutendste barocke Adelspalais in Erlangen, erhalten |      |
| Veste Erlangen                                                        | Erlangen            | Burg                           | vor 1372                   | 1632 im Dreißigjährigen Krieg stark beschädigt. 1782/83 fast gänzlich abgetragen. 1981 Fund der Reste der Brunnenanlage.                                      |      |
| Burg Tennenlohe                                                       | Erlangen-Tennenlohe | Niederungsburg (Turmhügelburg) | Hochmittelalterlich        | Abgegangen |      |
| Schloss Tennenlohe                                                    | Erlangen-Tennenlohe | Herrensitz                     | 14. Jahrhundert            | 1690 Neubau, 1777–1782 zum heutigen Aussehen verändert, seit 1860 Gaststätte.                                                                                 |      |

## Fürth
| Name                                  | Ort                 | Typ                             | Entstehungszeit | Erhaltungszustand und heutige Nutzung                                                                                   | Bild |
| ------------------------------------- | ------------------- | ------------------------------- | --------------- | --- | ---- |
| Burgstall Braunsbach                  | Fürth-Braunsbach    | Niederungsburg (Wasserburg)     | Mittelalterlich | Abgegangen |      |
| Schloss Burgfarrnbach (Unterer Sitz)  | Fürth-Burgfarrnbach | Schloss, zuvor Wasserburg       | 17. Jahrhundert | Ehemals Barockschloss, Hauptgebäude 1830–1834 im Stil des Klassizismus umgebaut. Heute Stadtarchiv und Stadtbibliothek. |      |
| Burgstall Burgfarrnbach (Oberer Sitz) | Fürth-Burgfarrnbach | Niederungsburg                  | Mittelalterlich | Abgegangen, 1711 abgetragen                                                                                             |      |
| Schloss Steinach                      | Fürth-Steinach      | Schloss                         | 1659–1661       | In reduziertem Stil erhalten und gewerblich genutzt.                                                                    |      |
| Wasserschloss Vach                    | Fürth-Vach          | Herrensitz, zuvor Turmhügelburg |                 | Erhalten |      |

## Nürnberg
| Name                                                              | Ort      | Typ        | Entstehungszeit | Erhaltungszustand und heutige Nutzung | Bild |
| ----------------------------------------------------------------- | -------- | ---------- | --------------- | --- | ---- |
| Nürnberger Burg                                                   | Nürnberg | Burggruppe | ab 1000         | Zahlreiche Aus- und Umbauten bis ins 17. Jahrhundert. Ab 1934 Umbau und Nutzung als Unterkunft für hohe Staatsgäste der NS-Regierung. 1944/45 schwer beschädigt, nach Kriegsende wurden alle Baugruppen in den historischen Formen wiederhergestellt. |      |
| Weitere Burgen, Schlösser und Herrensitze im Stadtgebiet Nürnberg | Nürnberg |            |                 | |      |

## Schwabach
| Name                      | Ort                          | Typ        | Entstehungszeit | Erhaltungszustand und heutige Nutzung | Bild |
| ------------------------- | ---------------------------- | ---------- | --------------- | ------------------------------------- | ---- |
| Wasserschloss Wolkersdorf | Wolkersdorf (Schwabach)      | Herrensitz |                 | erhalten, in Privatbesitz             |      |
| Schloss Unterreichenbach  | Unterreichenbach (Schwabach) | Schloss    |                 | 1914 abgerissen                       |      |

## Landkreis Ansbach
| Name                                               | Ort                                           | Typ | Entstehungszeit | Erhaltungszustand und heutige Nutzung | Bild |
| -------------------------------------------------- | --------------------------------------------- | --- | --- | --- | ---- |
| Burg Altentrüdingen                                | Wassertrüdingen-Altentrüdingen                | Niederungsburg der Familie von Truhendingen                                                                   | Mittelalterlich | Abgegangen, Stelle heute durch die Ortskirche überbaut |      |
| Burgstall Altes Schloss                            | Steinsfeld-Endsee-„Endseer Berg“              | Höhenburg (Spornburg)                                                                                         | Mittelalterlich | Abgegangen, Wälle und Gräben erhalten |      |
| Burgstall Altes Schloss                            | Wettringen-„Heckenberg“                       | Höhenburg (Hügelburg)                                                                                         | Mittelalterlich | Abgegangen |      |
| Turmhügel Altes Schloss                            | Lehrberg-Berndorf-„Altes Schloss“             | Höhenburg (Turmhügelburg)                                                                                     | Mittelalterlich | Abgegangen |      |
| Burgstall Andorf                                   | Dietenhofen-Andorf-„Burgstall“                | Höhenburg (Spornburg)                                                                                         | Mittelalterlich | Abgegangen |      |
| Burg Arberg                                        | Arberg                                        | Niederungsburg (Hügelburg)                                                                                    | Mittelalterlich, Ortsadel erstmals 1229 erwähnt                                                                     | Burgruine, Mauerreste, Halsgraben |      |
| Burg Auerbach                                      | Colmberg-Auerbach                             | Niederungsburg der Herren von Esel                                                                            | Mittelalterlich | Abgegangen |      |
| Burg Aurach                                        | Aurach                                        | Niederungsburg (Wasserburg)                                                                                   | Mittelalterlich, vermutlich 10. Jahrhundert                                                                         | Verändert erhalten, dient heute als Rathaus |      |
| Schloss Bechhofen (Seckendorffsches Schloss)       | Bechhofen                                     | Schloss, zuvor Wasserburg                                                                                     | Wasserburg mittelalterlich, Umbau zum Schloss 17. oder 18. Jahrhundert                                              | Erhalten |      |
| Burgstall Bergnerzell                              | Feuchtwangen-Bergnerzell-„Schlossberg“        | Höhenburg (Spornburg)                                                                                         | Mittelalterlich | Abgegangen |      |
| Burg Bertholdsdorf                                 | Windsbach-Bertholdsdorf                       | Höhenburg (Spornburg)                                                                                         | Mittelalterlich | Abgegangen, nur Mauerreste und der Halsgraben erhalten, heute durch die Ortskirche Sankt Georg überbaut |      |
| Burgstall Betzendorf                               | Heilsbronn-Betzendorf-„Burgstall“             | Höhenburg (Hügelburg)                                                                                         | Mittelalterlich | Abgegangen |      |
| Burg Birkenfels                                    | Flachslanden-Birkenfels                       | Niederungsburg (Wasserburg, Turmhügelburg)                                                                    | Mittelalterlich | Abgegangen, Turmhügel verebnet und überbaut |      |
| Burg Bockenfeld                                    | Gebsattel-Bockenfeld                          | Niederungsburg (Wasserburg)                                                                                   | Mittelalterlich, 1275 erstmals erwähnt                                                                              | Burgruine, Mauerreste erhalten |      |
| Burgstall Bonnhof                                  | Heilsbronn-Bonnhof                            | Niederungsburg (Wasserburg)                                                                                   | Mittelalterlich | Abgegangen, Wassergraben und Kellergewölbe erhalten |      |
| Burg Breitenau                                     | Feuchtwangen-Breitenau                        | Niederungsburg (Wasserburg)                                                                                   | Mittelalterlich | Abgegangen, heute durch die Ortskirche Sankt Stephan überbaut |      |
| Schloss Bruckberg                                  | Bruckberg                                     | Schloss | | |      |
| Burg Burghausen                                    | Windelsbach-Burghausen                        | Niederungsburg (Wasserburg, Turmhügelburg)                                                                    | Mittelalterlich | Abgegangen |      |
| Burgstall Bürglein                                 | Heilsbronn-Bürglein-„Weinberg“                | Höhenburg (Spornburg)                                                                                         | Mittelalterlich | Abgegangen |      |
| Burg Colmberg                                      | Colmberg                                      | Burg | | in weiten Teilen erhalten. Heute Hotel und Restaurant |      |
| Schloss Dennenlohe                                 | Unterschwaningen                              | Schloss | | |      |
| Schloss Detwang                                    | Rothenburg ob der Tauber-Detwang              | Schloss | Mittelalterlich | Teilweise erhalten |      |
| Turmhügel Dickersbronn                             | Schopfloch-Dickersbronn                       | Niederungsburg (Turmhügelburg)                                                                                | Mittelalterlich | Abgegangen |      |
| Burgstall Dicklburg                                | Herrieden-Seebronn-„Schlossberg“              | Höhenburg (Spornburg)                                                                                         | Mittelalterlich | Abgegangen |      |
| Burg Diebach                                       | Diebach                                       | Höhenburg (Spornburg)                                                                                         | Mittelalterlich, 1236 erwähnt                                                                                       | Abgegangen, Stelle heute durch die Ortskirche Sankt Bartholomäus und den Friedhof überbaut |      |
| Schloss Dietenhofen                                | Dietenhofen                                   | Schloss, zuvor Wasserburg der Herren von Dietershofen                                                         | Burg 13. Jahrhundert, Schloss ab 1523 neu erbaut, heutige Gestalt aus dem 18. Jahrhundert                           | Erhalten, beherbergt heute ein Heimatmuseum |      |
| Deutschordensschloss Dinkelsbühl                   | Dinkelsbühl                                   | Schloss | | |      |
| Burgstall Dörflein                                 | Oberdachstetten-Dörflein                      | Höhenburg (Spornburg) unmittelbar östlich des Ortes                                                           | Mittelalterlich | Abgegangen |      |
| Schloss Dürrenhof                                  | Rothenburg ob der Tauber-Dürrenhof            | Landschloss                                                                                                   | 16. Jahrhundert, 1755 umgebaut                                                                                      | Kleiner zweigeschossiger Putzbau mit Mansardwalmdach im spätbarocken Stil, renoviert erhalten |      |
| Schloss Dürrwangen                                 | Dürrwangen                                    | Schloss, zuvor Wasserburg                                                                                     | Wasserburg vermutlich 13. Jahrhundert, Umbau zum Schloss während des 18. Jahrhunderts                               | Erhalten, beherbergt heute die Forstverwaltung |      |
| Turmhügel Endsee                                   | Steinsfeld-Endsee                             | Niederungsburg (Turmhügelburg) unmittelbar westlich des Ortes, vermutlich Vorgängeranlage des Alten Schlosses | Mittelalterlich | Abgegangen |      |
| Abschnittsbefestigung Endseer Berg                 | Steinsfeld-Endsee-„Endseer Berg“              | Abschnittsbefestigung                                                                                         | Vor- und frühgeschichtlich oder frühmittelalterlich                                                                 | Abgegangen |      |
| Burg Erlbach                                       | Neusitz-Erlbach                               | Niederungsburg (Turmhügelburg)                                                                                | Mittelalterlich | Abgegangen |      |
| Burg Esbach                                        | Feuchtwangen-Esbach                           | Niederungsburg (Turmhügelburg, Wasserburg)                                                                    | Mittelalterlich | Abgegangen, Turmhügel verebnet |      |
| Burgstall Essigkrug                                | Rothenburg ob der Tauber-„Essigkrug“          | Höhenburg (Spornburg) unmittelbar südlich des Ortes                                                           | Mittelalterlich | Abgegangen |      |
| Burg Eybburg                                       | Arberg-Eybburg                                | Niederungsburg (Wasserburg) der Herren von Eyb-Sommersdorf                                                    | 1487, mit Vorgängerbebauung                                                                                         | Burgruine, Gebäudeteile erhalten |      |
| Burgstall Faulenberg                               | Schillingsfürst-Faulenberg-„Roter Berg“       | Höhenburg (Spornburg)                                                                                         | Mittelalterlich | Abgegangen |      |
| Burg Feuchtwangen (Jagsheimisches Schlösschen)     | Feuchtwangen                                  | Niederungsburg (Wasserburg), später Umbau zum Schloss                                                         | Mittelalterlich | Teilweise erhalten |      |
| Turmhügel Flachslanden                             | Flachslanden-„Felberg“                        | Höhenburg (Turmhügelburg)                                                                                     | Mittelalterlich | Abgegangen |      |
| Burgstall Forndorf                                 | Wieseth-Forndorf                              | Niederungsburg, später Schloss des Markgrafen Georg Friedrich                                                 | Burg mittelalterlich, Umbau zum Schloss 1590                                                                        | Abgegangen |      |
| Schloss Frohnhof                                   | Petersaurach-Frohnhof                         | Schloss | 18. Jahrhundert | Zweigeschossiger massiver Bau mit Halbwalmdach und Eckrustika, erhalten |      |
| Burgstall Gattenhofen                              | Steinsfeld-Gattenhofen-„Steinbachtal“         | Höhenburg (Spornburg)                                                                                         | Mittelalterlich | Abgegangen, Turm-Fundamente mit Quadersteinen erhalten |      |
| Schloss Gebsattel                                  | Gebsattel                                     | Schloss | 16. oder 17. Jahrhundert                                                                                            | Erhalten, in Privatbesitz, nicht zu besichtigen |      |
| Burgstall Gräfenbuch                               | Lehrberg-Gräfenbuch-„Schlossbuck“             | Höhenburg (Turmhügelburg)                                                                                     | Mittelalterlich | Abgegangen, Turmhügel und Graben erhalten |      |
| Schloss Großhaslach                                | Petersaurach-Großhaslach                      | Schloss | 19. Jahrhundert | Erhalten |      |
| Burgstall Grüb                                     | Wettringen-Grüb-„Hagen“                       | Höhenburg (Spornburg)                                                                                         | Mittelalterlich | Abgegangen |      |
| Schloss Habelsee                                   | Ohrenbach-Habelsee                            | Schloss, zuvor Burg                                                                                           | Burg mittelalterlich, nach Zerstörung zwischen 1651 und 1652 durch Johann Schaff Habelsee als Schloss neu errichtet | Erhalten |      |
| Burg Hartershofen                                  | Steinsfeld-Hartershofen                       | Niederungsburg (Turmhügelburg)                                                                                | Mittelalterlich | Abgegangen |      |
| Burgstall Heinersdorf                              | Bechhofen-Burgstallmühle                      | Niederungsburg                                                                                                | Mittelalterlich | Abgegangen |      |
| Burg Herrieden                                     | Herrieden                                     | Burg, später Schloss                                                                                          | vor 1122 | Schlossruine, nur Gebäudeteile erhalten |      |
| Schloss Hohbach                                    | Rothenburg ob der Tauber-Hohbach              | Landschloss                                                                                                   | 2. Hälfte des 18. Jahrhunderts                                                                                      | erhalten (Gutshof) |      |
| Burg Hohenau                                       | Oberdachstetten-Hohenau-„Schlossbuck“         | Höhenburg (Hügelburg)                                                                                         | Mittelalterlich | Abgegangen |      |
| Burgstall Illenschwang                             | Wittelshofen-Illenschwang                     | Niederungsburg                                                                                                | Mittelalterlich | Abgegangen |      |
| Burgstall Immeldorf                                | Lichtenau-Immeldorf                           | Höhenburg (Hügelburg)                                                                                         | Mittelalterlich | Abgegangen |      |
| Schloss Jochsberg                                  | Leutershausen-Jochsberg                       | Schloss, zuvor Wasserburg                                                                                     | Burg 1274 urkundlich, Schloss (Herrenhaus eines Rittergutes) vor 1600                                               | 1807 baufällig, abgetragen; Vorwerkbauten (Brauerei) erhalten |      |
| Burg Kirnberg                                      | Gebsattel-Kirnberg                            | Niederungsburg (Turmhügelburg)                                                                                | Mittelalterlich | Abgegangen |      |
| Schloss Laufenbürg                                 | Wassertrüdingen-Laufenbürg                    | Schloss, zuvor Niederungsburg                                                                                 | Burg mittelalterlich, Schloss (Herrenhaus eines Rittergutes) frühneuzeitlich                                        | Burg Abgegangen. Gräben und Wälle erhalten. Torhaus des Nachfolgebaus aus dem 18. Jahrhundert erhalten |      |
| Schloss Lehrberg                                   | Lehrberg                                      | Schloss | 15. Jahrhundert | Erhalten, heute im Besitz der Gemeinde Lehrberg |      |
| Schloss Leutershausen                              | Lehrberg                                      | Schloss, zuvor Burg                                                                                           | Burg mittelalterlich, Umbau zum Schloss ab 1624                                                                     | Erhalten |      |
| Ruine Leonrod                                      | Dietenhofen                                   | Burg | 1200–1300 | 1651 niedergebrannt. Umfassungsmauern, Brunnen, Keller und Bergfried erhalten. |      |
| Festung Lichtenau                                  | Lichtenau                                     | Burg | vor 1246 | 1552 niedergebrannt, bis 1630 erweitert wieder aufgebaut. Privatbesitz. |      |
| Burgstall Limburg                                  | Wilburgstetten                                | Höhenburg (Hügelburg)                                                                                         | Frühmittelalterlich                                                                                                 | Abgegangen, Stelle heute überbaut |      |
| Burg Lohr                                          | Insingen-Lohr                                 | Niederungsburg                                                                                                | Mittelalterlich | Abgegangen |      |
| Burgstall Markttriebendorf                         | Heilsbronn-Markttriebendorf-„Burgstall“       | Höhenburg (Spornburg)                                                                                         | Mittelalterlich | Abgegangen |      |
| Turmhügel Mögersbronn                              | Feuchtwangen-Mögersbronn-„Schlössle“          | Niederungsburg                                                                                                | Mittelalterlich | Abgegangen |      |
| Burgstall Mosbach                                  | Feuchtwangen-Mosbach-„Vogelbuck“              | Höhenburg (Spornburg)                                                                                         | Mittelalterlich | Abgegangen |      |
| Turmhügel Münchzell                                | Dietenhofen-Münchzell                         | Niederungsburg (Turmhügelburg)                                                                                | Mittelalterlich | Abgegangen |      |
| Schloss Neuendettelsau                             | Neuendettelsau                                | Schloss, zuvor Burg                                                                                           | Burg mittelalterlich, Umbau zum Schloss ab 1700                                                                     | Erhalten, in Privatbesitz |      |
| Burgstall Neusitz                                  | Neusitz-„Schlossberg“                         | Höhenburg (Spornburg)                                                                                         | Mittelalterlich | Abgegangen |      |
| Turmhügel Neusitz                                  | Neusitz                                       | Niederungsburg (Turmhügelburg)                                                                                | Mittelalterlich | Abgegangen |      |
| Burgstall Niederdombach                            | Herrieden-Niederdombach-„Speckwiesen“         | Niederungsburg (Wasserburg?)                                                                                  | Mittelalterlich | Abgegangen |      |
| Burg Nordenberg                                    | Windelsbach-Nordenberg-„Schlossberg“          | Höhenburg (Spornburg)                                                                                         | Mitte 12. Jahrhundert                                                                                               | Abgegangen, 1408 auf Befehl König Ruprechts zerstört |      |
| Burgstall Nordenberg                               | Windelsbach-Nordenberg-„Fronleite“            | Höhenburg (Spornburg)                                                                                         | Mittelalterlich | Abgegangen |      |
| Turmhügel Nordenberg                               | Windelsbach-Nordenberg-„Schweindorfer Ranken“ | Höhenburg (Spornburg)                                                                                         | Mittelalterlich | Abgegangen |      |
| Burgstall Obergailnau                              | Wettringen-Obergailnau                        | Höhenburg (Hügelburg)                                                                                         | Mittelalterlich | Abgegangen |      |
| Turmhügel Oberkemmathen                            | Langfurth-Oberkemmathen                       | Niederungsburg (Turmhügelburg)                                                                                | Mittelalterlich | Abgegangen |      |
| Schloss Obermögersheim                             | Wassertrüdingen-Obermögersheim                | Schloss, zuvor Niederungsburg                                                                                 | Burg mittelalterlich, Schloss frühneuzeitlich                                                                       | Abgegangen, nur ein Mauerrest erhalten |      |
| Burg Ohrenbach                                     | Ohrenbach                                     | Niederungsburg (Turmhügelburg)                                                                                | Mittelalterlich | Abgegangen |      |
| Burg Poppenbach                                    | Colmberg-Poppenbach                           | Niederungsburg (Turmhügelburg)                                                                                | Mittelalterlich | Abgegangen |      |
| Burgstall Preuntzhausen                            | Windelsbach-Preuntsfelden-„Rückertstal“       | Höhenburg (Spornburg)                                                                                         | Mittelalterlich | Abgegangen |      |
| Schloss Rammersdorf (Vogelsburg)                   | Leutershausen-Rammersdorf                     | Wasserschloss                                                                                                 | Zwischen 1713 und 1715                                                                                              | Erhalten |      |
| Burg Rauenbuch                                     | Leutershausen-Rauenbuch                       | Niederungsburg (Wasserburg)                                                                                   | Mittelalterlich | Abgegangen, 1642 abgebrochen |      |
| Burg Reichenau                                     | Bechhofen-Reichenau                           | Niederungsburg (Turmhügelburg)                                                                                | Mittelalterlich | Abgegangen |      |
| Burgstall Retzendorf                               | Windsbach-Retzendorf-„Adenberg“               | Höhenburg (Hügelburg)                                                                                         | Mittelalterlich | Abgegangen |      |
| Schloss Röckingen                                  | Röckingen                                     | Schloss, zuvor Turmhügelburg                                                                                  | Burg mittelalterlich, Ortsadel ist 1153 genannt, Schloss von 1550                                                   | Erhalten, wird heute vermietet |      |
| Ruine Rosenberg                                    | Rügland                                       | Höhenburg (Spornburg)                                                                                         | 14. Jahrhundert | Burgruine, ab 1586 unbewohnt und verfallen, Eckturmruine, Graben- und Mauerreste erhalten |      |
| Turmhügel Rothberg                                 | Wettringen-„Rothberg“                         | Höhenburg (Spornburg, Turmhügelburg)                                                                          | Mittelalterlich | Abgegangen |      |
| Burg Rothenburg ob der Tauber                      | Rothenburg ob der Tauber                      | Höhenburg (Spornburg) der Grafen von Comburg-Rothenburg                                                       | Mittelalterlich | Abgegangen, 1356 während eines Erdbebens zerstört |      |
| Burgstall Ruffenhofen                              | Weiltingen-Ruffenhofen                        | Niederungsburg                                                                                                | Mittelalterlich | Abgegangen |      |
| Wasserschloss Rügland                              | Rügland                                       | Schloss | vor 1298 | Um 1690 verfallen, ab 1714 neu errichtet. Heute Familienmuseum der Herren von Crailsheim. |      |
| Burgstall Sachsen                                  | Leutershausen-Sachsen                         | Niederungsburg                                                                                                | Mittelalterlich | Abgegangen |      |
| Schloss Schillingsfürst                            | Schillingsfürst                               | Schloss | | |      |
| Burgstall Schlossberg                              | Veitsaurach-„Schlossberg“                     | Höhenburg (Spornburg)                                                                                         | Mittelalterlich | Abgegangen |      |
| Turmhügel Schlossbuck                              | Schnelldorf-Haundorf                          | Niederungsburg (Turmhügelburg)                                                                                | Mittelalterlich | Abgegangen |      |
| Turmhügel Schlösschen                              | Insingen                                      | Niederungsburg (Turmhügelburg) der Herren von Kesselberg                                                      | Mittelalterlich (verm. 12. Jahrhundert)                                                                             | 1237 als Sühne zerstört, abgegangen, teilweise überbaut |      |
| Turmhügel Schlösschen                              | Windelsbach-Karrachmühle                      | Niederungsburg (Turmhügelburg)                                                                                | Mittelalterlich | Abgegangen |      |
| Burgstall Schlossgraben                            | Schnelldorf-Wildenholz-„Schlossberg“          | Höhenburg (Spornburg)                                                                                         | Mittelalterlich | Abgegangen |      |
| Herrensitz Schlößlein                              | Rothenburg ob der Tauber-Schlößlein           | Herrensitz | Mittelalterlich | Abgegangen |      |
| Burgstall Schlössleinsbuck                         | Ehingen-Lentersheim-„Schlössleinsbuck“        | Höhenburg (Hügelburg)                                                                                         | Mittelalterlich | Abgegangen |      |
| Burgstall Schlössleinsteile                        | Wörnitz-Walkersdorf                           | Höhenburg (Hangburg), etwa 600 Meter östlich des Ortes                                                        | Mittelalterlich | Abgegangen, heute verebnet |      |
| Schloss Schönbronn                                 | Weihenzell-Schönbronn                         | Jagdschloss                                                                                                   | 18. Jahrhundert | Erhalten |      |
| Burg Schopfloch                                    | Schopfloch                                    | Niederungsburg                                                                                                | Mittelalterlich | Abgegangen, Stelle heute überbaut |      |
| Burgstall Schwedenschanze                          | Herrieden                                     | Höhenburg (Spornburg)                                                                                         | Mittelalterlich | Abgegangen |      |
| Schloss Sommersdorf                                | Burgoberbach                                  | Schloss | Mittelalterlich | erhalten |      |
| Burg Spielberg                                     | Oberdachstetten-Spielberg-„Spielbuck“         | Niederungsburg (Turmhügelburg)                                                                                | Mittelalterlich | Abgegangen |      |
| Burg Steinsfeld                                    | Steinsfeld                                    | Niederungsburg (Turmhügelburg)                                                                                | Mittelalterlich | Abgegangen |      |
| Burgstall Teufelsstein                             | Schillingsfürst-Faulenberg-„Teufelsstein“     | Höhenburg (Spornburg)                                                                                         | Mittelalterlich | Abgegangen |      |
| Schloss Thann                                      | Bechhofen-Thann                               | Schloss, zuvor Turmhügelburg                                                                                  | Burg mittelalterlich, Schloss frühneuzeitlich                                                                       | Abgegangen, Gebaudereste erhalten |      |
| Schloss Thürnhofen                                 | Feuchtwangen-Thürnhofen                       | Schloss | Erste Hälfte des 18. Jahrhunderts                                                                                   | Erhalten, heute in Privatbesitz |      |
| Topplerschlösschen                                 | Rothenburg ob der Tauber-Fuchsmühle           | Schloss von Bürgermeister Heinrich Toppler                                                                    | 1388 | Vollständig erhalten, beherbergt heute ein Museum |      |
| Hofgartenschloss Triesdorf                         | Weidenbach-Triesdorf                          | Herrenhaus | 1772 | Seit 1968 Haus der Studentenverbindung Landsmannschaft Frankonia zu Triesdorf. |      |
| Rotes Schloss Triesdorf                            | Weidenbach-Triesdorf                          | Schloss | 1759 | Einfacher zweigeschossiger Backsteinbau mit Hausteingliederung und Mittelrisalit, im niederländischen Stil von Karl Friedrich von Zocha um 1730/32, Ausbau zum Schloss 1759                                                                   |      |
| Seckendorffer Schloss                              | Weidenbach-Triesdorf                          | Schloss | | erhalten, leerstehend, sanierungsbedürftig |      |
| Weißes Schloss Triesdorf                           | Weidenbach-Triesdorf                          | Schloss | Ende 17. Jahrhundert                                                                                                | Zweiflügelige Anlage mit Walmdach und Treppenturm des Corps de Logis, Nordflügel wohl von Johann Stierner 1682, Südflügel und Anbindung an Haupttrakt durch Gabriel de Gabrieli 1700/01, Veränderungen und Aufstockung 1713/14, 1734 und 1776 |      |
| Burgstall Unterampfrach                            | Schnelldorf-Unterampfrach                     | Niederungsburg (Wasserburg)                                                                                   | Mittelalterlich | Abgegangen, Wassergraben erhalten |      |
| Schloss Unterschwaningen                           | Unterschwaningen                              | Schloss mit Parkanlage                                                                                        | Zwischen 1713 und 1729                                                                                              | Erhalten |      |
| Burgstall Vehlberg                                 | Aurach-Vehlberg-„Burglersberg“                | Höhenburg (Spornburg)                                                                                         | Mittelalterlich | Abgegangen |      |
| Burg Vestenberg                                    | Petersaurach-Vestenberg                       | Höhenburg (Spornburg)                                                                                         | 12. Jahrhundert | Burgruine, nur ein kleiner Mauerrest erhalten, Stelle von der Ortskirche Sankt Laurentius überbaut |      |
| Schloss Virnsberg                                  | Flachslanden                                  | Burg und Schloss                                                                                              | vor 1235 | Burg mit schlossähnlichem Wirtschaftsgebäude und Schlossweiher. Seit 2001 in Besitz des gemeinnützigen Schlossvereins Virnsberg e. V. |      |
| Burg Wahrberg                                      | Aurach-Wahrberg                               | Höhenburg (Spornburg)                                                                                         | 800–900 | Erhalten, Ende des 19. Jahrhunderts abgebrannt und 1905 im klassizistischen Stil neu errichtet, heute in Privatbesitz |      |
| Burgstall Waldeck                                  | Dinkelsbühl-Waldeck                           | Niederungsburg (Wasserburg)                                                                                   | Mittelalterlich | Abgegangen, 1814 verebnet |      |
| Schloss Wassertrüdingen                            | Wassertrüdingen                               | Schloss, zuvor Wasserburg                                                                                     | Wasserburg 13. Jahrhundert, 1325 erstmals genannt, Schlossbau zwischen 1687 und 1690 nach Brand errichtet           | Erhalten |      |
| Schloss Weiltingen                                 | Weiltingen                                    | Schloss, zuvor Wasserburg                                                                                     | Burg mittelalterlich, Schloss neuzeitlich                                                                           | Abgegangen, nur Grabenreste und ein Turmfundament erhalten, Schloss 1814 abgebrochen |      |
| Burgstall Weißenkirchberg                          | Leutershausen-Weißenkirchberg-„Schlossbuch“   | Höhenburg (Spornburg)                                                                                         | Mittelalterlich | Abgegangen |      |
| Schloss Wiedersbach                                | Leutershausen-Wiedersbach                     | Schloss, zuvor Wasserburg                                                                                     | Burg mittelalterlich, Schloss 17. Jahrhundert                                                                       | Burg abgegangen, vom Schloss Gebäudeteile erhalten |      |
| Burgstall Wiesethbruck                             | Bechhofen-Wiesethbruck                        | Niederungsburg (Wasserburg)                                                                                   | Mittelalterlich | Abgegangen |      |
| Burgstall Wilburg                                  | Wilburgstetten                                | Niederungsburg                                                                                                | Mittelalterlich | Abgegangen, Vorburghügel 1875 verebnet |      |
| Burgstall Wildenhof                                | Gebsattel-Wildenhof                           | Niederungsburg (Turmhügelburg)                                                                                | Mittelalterlich | Abgegangen |      |
| Schloss Windelsbach                                | Windelsbach                                   | Schloss, zuvor Burg                                                                                           | Burg mittelalterlich, Schloss 1573 neu errichtet                                                                    | Erhalten |      |
| Burg Windsbach                                     | Windsbach                                     | Burg | Mittelalterlich, 1253 erstmals genannt                                                                              | Abgegangen, der Windsbacher Stadtturm wurde auf den Resten des Bergfriedes errichtet |      |
| Burgstall Wittelshofen                             | Wittelshofen                                  | Niederungsburg                                                                                                | Mittelalterlich | Abgegangen |      |
| Schloss Wolframs-Eschenbach (Deutschordensschloss) | Wolframs-Eschenbach                           | Herrensitz | 1623 | Erhalten |      |
| Schloss Wolfsau                                    | Diebach-Wolfsau                               | Jagdschloss                                                                                                   | 17. oder 18. Jahrhundert                                                                                            | Erhalten, heute ein Bauernhaus |      |
| Burgstall Zischendorf                              | Feuchtwangen-Zischendorf-„Schlossberg“        | Höhenburg (Spornburg)                                                                                         | Mittelalterlich | Abgegangen |      |
| Burgstall Zumhaus                                  | Feuchtwangen-Zumhaus                          | Niederungsburg                                                                                                | Mittelalterlich | Abgegangen |      |
| Burgstall Zwernberg                                | Schopfloch-Zwernberg                          | Niederungsburg                                                                                                | Mittelalterlich | Abgegangen |      |

## Landkreis Erlangen-Höchstadt
| Name                                       | Ort                                           | Typ                                                                              | Entstehungszeit                                                                         | Erhaltungszustand und heutige Nutzung | Bild |
| ------------------------------------------ | --------------------------------------------- | -------------------------------------------------------------------------------- | --------------------------------------------------------------------------------------- | --- | ---- |
| Schloss Adelsdorf                          | Adelsdorf                                     | Schloss                                                                          | 16. Jahrhundert                                                                         | Erhalten |      |
| Schloss Adlitz                             | Marloffstein-Adlitz                           | Schloss                                                                          | Mittelalterlich bis frühneuzeitlich                                                     | Erhalten |      |
| Burgstall Aisch                            | Adelsdorf-Aisch                               | Niederungsburg                                                                   | Mittelalterlich bis frühneuzeitlich                                                     | Abgegangen |      |
| Burgstall Alte Burg (Alte Bürg)            | Aurachtal-Unterreichenbach-„Alte Bürg“        | Höhenburg (Spornburg)                                                            | Mittelalterlich                                                                         | Abgegangen |      |
| → Schloss Atzelsberg                       | Marloffstein-Atzelsberg                       | Schloss (Wasserschloss)                                                          | 1425 erstmals erwähnt, heutiger Bau von 1705                                            | Erhalten, im Besitz der Stadt Erlangen, genutzt für festliche Anlässe |      |
| Burgstall Bergstuhl                        | Mühlhausen-Decheldorf-„Weichelsberg“          | Höhenburg (Spornburg)                                                            | Mittelalterlich                                                                         | Abgegangen |      |
| Burgstall Brand (Kemenate)                 | Eckental-Brand                                | Niederungsburg, später Herrensitz                                                | um 1200                                                                                 | Abgegangen, 1778 bereits verfallen, 1801 gänzlich abgetragen |      |
| Herrensitz Brand                           | Eckental-Brand                                | Herrensitz                                                                       | um 1760                                                                                 | Erhalten, beherbergt heute eine Bank |      |
| Wasserburg Brand                           | Eckental-Brand                                | Niederungsburg (Wasserburg)                                                      | um 1200                                                                                 | Abgegangen, 1870 abgebrochen |      |
| Burgstall Buch                             | Gremsdorf-Buch                                | Niederungsburg                                                                   | Mittelalterlich                                                                         | Abgegangen |      |
| Schloss Büg                                | Eckental-Büg                                  | Schloss (Wasserschloss), zuvor Herrensitz                                        | Mittelalterlich bis frühneuzeitlich, heutiges Gebäude von 1749                          | Erhalten |      |
| Burg Burgstall                             | Herzogenaurach-Burgstall                      | Niederungsburg                                                                   | Mittelalterlich                                                                         | Abgegangen |      |
| Burgstall Burgweisach                      | Vestenbergsgreuth-Burgweisach                 | Niederungsburg                                                                   | Mittelalterlich                                                                         | Abgegangen |      |
| Schloss Dutendorf                          | Vestenbergsgreuth-Dutendorf                   | Schloss                                                                          | Mittelalterlich bis frühneuzeitlich                                                     | Abgegangen |      |
| Schloss Eckenhaid                          | Eckental-Eckenhaid                            | Schloss der Patrizierfamilie Muffel                                              | Frühneuzeitlich, heutige Gebäude von 1711                                               | Erhalten |      |
| Schloss Eschenau (Muffelsches Schloss)     | Eckental-Eschenau                             | Schloss der Patrizierfamilie Muffel, zuvor Turmhügelburg der Ritter von Eschenau | Burg 11. Jahrhundert, später Ausbau zum Schloss                                         | Erhalten |      |
| Gelbes Schloss                             | Heroldsberg                                   | Schloss der Familie Geuder, vermutlich Vorgängerbau                              | Zwischen 1580 und 1611 errichtet, 1680 und Ende des 18. Jahrhunderts erfolgten Umbauten | Erhalten, heute Sitz der Willibald-Pirkheimer-Gesellschaft |      |
| Schloss Gremsdorf                          | Gremsdorf                                     | Schloss (Amtsschloss des Klosters Michaelsberg in Bamberg)                       | Zwischen 1743 und 1759 errichtet                                                        | Erhalten |      |
| Grünes Schloss (Rabensteiner Schloss)      | Heroldsberg                                   | Schloss der Familie Geuder                                                       | 1478 erstmals genannt, heutige Gebäude aus der zweiten Hälfte des 16. Jahrhunderts      | Erhalten |      |
| Schloss Hemhofen                           | Hemhofen                                      | Schloss                                                                          | Frühneuzeitlich, heutiges Gebäude von 1715                                              | Erhalten |      |
| Schloss Herzogenaurach                     | Herzogenaurach                                | Schloss, zuvor Burg                                                              | Burg mittelalterlich, ab 1712 Umbau zum Schloss                                         | Erhalten, heutige Nutzung als Stadtbibliothek und Touristeninformation |      |
| Schloss Höchstadt                          | Höchstadt an der Aisch                        | Schloss                                                                          | 1713                                                                                    | Erhalten |      |
| Herrensitz Kalchreuth I                    | Kalchreuth                                    | Herrensitz                                                                       | Frühneuzeitlich                                                                         | Abgegangen |      |
| Herrensitz Kalchreuth II (Schlösschen)     | Kalchreuth                                    | Herrensitz, später Schloss                                                       | Frühneuzeitlich, Schloss aus der zweiten Hälfte des 18. Jahrhunderts                    | Erhalten |      |
| Schloss Kalchreuth                         | Kalchreuth                                    | Schloss, zuvor Herrensitz der Patrizierfamilie Haller                            | 1345 erstmals genannt, im 15. Jahrhundert zum Schloss ausgebaut                         | Erhalten |      |
| Herrensitz Keingeschaidt                   | Heroldsberg-Kleingeschaidt                    | Herrensitz                                                                       | Mittelalterlich bis frühneuzeitlich                                                     | Abgegangen |      |
| Schloss Lonnerstadt                        | Lonnerstadt                                   | Schloss (Amtsschloss), zuvor Burg                                                | Burg mittelalterlich, Schloss von 1728                                                  | Erhalten |      |
| Schloss Marloffstein                       | Marloffstein                                  | Schloss, zuvor Burg                                                              | Burg 11. oder 12. Jahrhundert, Schloss zwischen 1691 und 1695 erbaut                    | Erhalten |      |
| Herrensitz Marquardsburg                   | Eckental-Marquardsburg                        | Herrensitz                                                                       | Frühneuzeitlich                                                                         | Abgegangen |      |
| Schloss Mühlhausen                         | Mühlhausen                                    | Schloss, zuvor Wasserburg von Johann von Egloffstein                             | Burg im Jahr 1368 erbaut, zwischen 1746 und 1748 Ausbau zum heutigen Schloss            | Erhalten |      |
| Schloss Neuenbürg                          | Weisendorf-Neuenbürg                          | Schloss mit Park, zuvor Wasserschloss (Weiherhaus)                               | Erstmals im 13. Jahrhundert erwähnt, heutige Anlage aus dem 17. Jahrhundert             | Erhalten |      |
| Schloss Neuhaus                            | Adelsdorf                                     | Schloss (Wasserschloss), zuvor Niederungsburg                                    | Burg mittelalterlich, Schloss 17. Jahrhundert                                           | Erhalten |      |
| Herrensitz Oberndorf                       | Möhrendorf-Oberndorf                          | Herrensitz                                                                       | Mittelalterlich bis frühneuzeitlich                                                     | Abgegangen, heute Bauernhof |      |
| Herrensitz Oberschöllenbach I              | Eckental-Oberschöllenbach                     | Herrensitz                                                                       | Frühneuzeitlich                                                                         | Abgegangen, heute Wohnhaus |      |
| Herrensitz Oberschöllenbach II             | Eckental-Oberschöllenbach                     | Herrensitz                                                                       | Frühneuzeitlich                                                                         | Abgegangen, heute Bauernhof |      |
| Schloss Puckenhof                          | Buckenhof                                     | Schloss, zuvor Burg                                                              | Burg mittelalterlich, Schloss zwischen 1564 und 1568 errichtet                          | Erhalten, beherbergt heute ein Jugendheim |      |
| → Schloss Rathsberg                        | Marloffstein-Rathsberg                        | Schloss                                                                          | Spätmittelalterlich, heutiges Schloss von 1622                                          | Erhalten, in Privatbesitz |      |
| Wallanlage im Reuther Wald                 | Weisendorf-Reuth-Waldabteilung „Reuther Wald“ | Wallanlage                                                                       | Vor- und frühgeschichtlich                                                              | Abgegangen |      |
| Schloss Röckenhof                          | Kalchreuth-Röckenhof                          | Schloss (Weiherschloss), zuvor Herrensitz                                        | Mittelalterlich bis frühneuzeitlich                                                     | Abgegangen, Schloss 1856 abgebrochen, Stelle heute teilweise durch eine Gastwirtschaft überbaut, gefütterter Graben und Mauerreste erhalten                                     |      |
| Rotes Schloss                              | Heroldsberg                                   | Schloss der Familie Geuder                                                       | 1479 erstmals genannt, heutiges Gebäude von 1589                                        | Erhalten |      |
| Schloss Röttenbach                         | Röttenbach                                    | Schloss (Wasserschloss)                                                          | Mittelalterlich bis frühneuzeitlich                                                     | Abgegangen, im Bauernkrieg 1525 zerstört, heute Stelle einer Brauerei |      |
| Schloss Scharfeneck                        | Baiersdorf                                    | Schloss                                                                          | Mittelalterlich                                                                         | Abgegangen, 1632 abgebrannt und 1892 abgebrochen, nur Mauerreste erhalten |      |
| Burgstall Schlossberg                      | Heßdorf-Hesselberg-„Schlossberg“              | Höhenburg (Spornburg)                                                            | Mittelalterlich                                                                         | Abgegangen |      |
| Herrensitz Uttenreuth (Schloss Uttenreuth) | Uttenreuth                                    | Herrensitz                                                                       | Mittelalterlich bis frühneuzeitlich                                                     | Ehemaliger Herrensitz; später zum Herrenhaus eines Rittergutes ausgebaut, schlossähnlich; erhalten, durch mehrfache Umbauten kaum noch kenntlich, beherbergt heute ein Gasthaus |      |
| Schloss Vestenbergsgreuth                  | Vestenbergsgreuth                             | Schloss, zuvor vielleicht Burg                                                   | 1785                                                                                    | Erhalten |      |
| Schloss Weingartsgreuth                    | Wachenroth-Weingartsgreuth                    | Schloss (Wasserschloss) mit Park von Georg Marschalk von Ebneth                  | 1574, heutiges Gebäude aus dem 18. Jahrhundert                                          | Erhalten |      |
| Turmhügel Weingartsgreuth                  | Wachenroth-Weingartsgreuth                    | Höhenburg (Turmhügelburg)                                                        | Mittelalterlich                                                                         | Abgegangen |      |
| Schloss Weisendorf                         | Weisendorf                                    | Schloss mit Park, zuvor Burg der Herren von Berg                                 | Burg mittelalterlich, Schloss ab 1689 errichtet                                         | Erhalten |      |
| Weißes Schloss                             | Heroldsberg                                   | Schloss der Familie Geuder                                                       | 1517 erstmals genannt, heutiges Gebäude von 1587, 1702 erfolge ein weiterer Umbau       | Erhalten |      |
| Herrensitz Wolfsfelden                     | Kalchreuth-Flur „Wolfsfelden“                 | Herrensitz                                                                       | Frühneuzeitlich                                                                         | Abgegangen |      |

## Landkreis Fürth
| Name                               | Ort                                                               | Typ                                                    | Entstehungszeit        | Erhaltungszustand und heutige Nutzung | Bild |
| ---------------------------------- | ----------------------------------------------------------------- | ------------------------------------------------------ | ---------------------- | --- | ---- |
| Burgstall Altenberg                | Oberasbach-Altenberg                                              | Burg                                                   | Hochmittelalterlich    | Abgegangen |      |
| Alte Veste                         | Zirndorf                                                          | Höhenburg, Spornburg                                   | 13. Jahrhundert        | Zunächst Turmhügelburg, bis 1300 zur Burg ausgebaut. 1388 geschleift, als Ruine erhalten mit Turm aus 1882.                                         |      |
| Turmhügel Bronnamberg              | Zirndorf-Bronnamberg                                              | Niederungsburg, Turmhügelburg                          | Mittelalterlich        | Abgegangen |      |
| Turmhügel Buttendorf               | Roßtal-Buttendorf                                                 | Niederungsburg, Turmhügelburg                          | Mittelalterlich        | Abgegangen |      |
| Cadolzburg                         | Cadolzburg                                                        | Höhenburg, Spornburg                                   | 1157                   | 1945 zerstört. 1982 Wiederaufbau der Hauptburg begonnen.                                                                                            |      |
| Schloss Deberndorf                 | Cadolzburg-Deberndorf                                             | Schloss                                                | Frühneuzeitlich        | Abgegangen |      |
| Herrensitz Defersdorf              | Roßtal-Defersdorf                                                 | Herrensitz der Nürnberger Patrizierfamilie von Scheurl | Ende 17. Jahrhundert   | Erhalten |      |
| Faberschloss                       | Stein                                                             | Schloss                                                | 1846/1906              | Neuer Bauabschnitt 1906 dem bestehenden aus 1846 angefügt. Bis 1939 von der Familie Faber-Castell bewohnt. 1945–1950 Sitz des AFN. Heute Leerstand. |      |
| Turmhügel Hausen                   | Langenzenn-Hausen                                                 | Niederungsburg, Turmhügelburg                          | Mittelalterlich        | Abgegangen |      |
| Burgstall Hiltmannsdorf            | Seukendorf-Hiltmannsdorf                                          | Niederungsburg                                         | Mittelalterlich        | Abgegangen |      |
| Burg Hochmilchling                 | Wilhermsdorf                                                      | Wasserburg                                             | Mittelalterlich        | Abgegangen |      |
| Turmhügel Langenzenn               | Langenzenn                                                        | Niederungsburg, Turmhügelburg                          | Mittelalterlich        | Abgegangen |      |
| Loher Schloss                      | Langenzenn-Lohe-Flur „Egelweiher“                                 | Schloss                                                | Frühneuzeitlich        | Abgegangen |      |
| Schloss Oedenreuth (Altes Schloss) | Roßtal-Oedenreuth                                                 | Schloss                                                | Anfang 17. Jahrhundert | Erhalten |      |
| Burgstall Puschendorf              | Puschendorf, an der Stelle der heutigen Ortskirche Sankt Wolfgang | Höhenburg, Turmhügelburg                               | Mittelalterlich        | Abgegangen |      |
| Burgstall Roßtal                   | Roßtal                                                            | Burg                                                   | Frühmittelalterlich    | Abgegangen |      |
| Schloss Roßtal                     | Roßtal                                                            | Schloss, zuvor Burg                                    | Burg mittelalterlich   | Abgegangen |      |
| Burgstall Seckendorf               | Cadolzburg-Seckendorf, an Stelle der heutigen Ortskapelle         | Niederungsburg                                         | Mittelalterlich        | Abgegangen |      |
| Wehrkirche Veitsbronn              | Veitsbronn                                                        | Wehrkirche                                             | Spätmittelalterlich    | Teilweise erhalten, Kirchhofbefestigung und Toranlage zu sehen                                                                                      |      |

## Landkreis Neustadt an der Aisch-Bad Windsheim
| Name                                                     | Ort                                                 | Typ                                                                                                 | Entstehungszeit | Erhaltungszustand und heutige Nutzung | Bild |
| -------------------------------------------------------- | --------------------------------------------------- | --------------------------------------------------------------------------------------------------- | --- | --- | ---- |
| Burgstall Adelsdorf                                      | Neuhof an der Zenn-Adelsdorf-„Mauserbuck“           | Höhenburg (Spornburg)                                                                               | Hochmittelalterlich | Abgegangen |      |
| Burgstall Altenburg                                      | Ergersheim-„Eulenberg“                              | Höhenburg (Spornburg)                                                                               | Mittelalterlich | Abgegangen |      |
| Burgstall Alter Schlossberg                              | Markt Nordheim-Herbolzheim-„Alter Schlossberg“      | Höhenburg (Spornburg)                                                                               | Hochmittelalterlich | Abgegangen, Bruchsteinmauerreste erhalten |      |
| Burgstall Altenspeckfeld                                 | Markt Bibart-Altenspeckfeld                         | Niederungsburg (Turmhügelburg)                                                                      | Hochmittelalterlich | Abgegangen |      |
| Schloss Altheim                                          | Dietersheim-Altheim                                 | Wasserschloss                                                                                       | Mittelalterlich, heutiges Gebäude aus dem 17. Jahrhundert | Erhalten, befindet sich heute in Privatbesitz |      |
| Herrensitz Aspachhof                                     | Uffenheim-Aspachhof                                 | Herrensitz                                                                                          | Zwischen 1707 und 1744, 1856 aufgestockt, überbaut möglicherweise einen Burgstall | Erhalten |      |
| Schloss Bergtheim                                        | Gutenstetten-Bergtheim                              | Schloss                                                                                             | 17. Jahrhundert | Erhalten |      |
| Burgstall Birnbaum                                       | Gerhardshofen-Birnbaum-„Burgstall“                  | Höhenburg (Spornburg)                                                                               | Mittelalterlich | Abgegangen |      |
| Schloss Birnbaum                                         | Gerhardshofen-Birnbaum                              | Schloss                                                                                             | 15. Jahrhundert | Erhalten |      |
| Burgstall Burghöchstadt                                  | Burghaslach-Burghöchstadt                           | Höhenburg                                                                                           | Mittelalterlich | Abgegangen |      |
| Wasserschloss Breitenlohe                                | Burghaslach-Breitenlohe                             | Schloss                                                                                             | 1340 | Erhalten, ausgebaut zum Wasserschloss im 16. Jahrhundert |      |
| Altes Schloss Brunn                                      | Emskirchen-Brunn                                    | Schloss, zuvor Wasserburg                                                                           | Burg mittelalterlich, Schloss von 1525 | Erhalten |      |
| Neues Schloss Brunn                                      | Emskirchen-Brunn                                    | Schloss                                                                                             | 1753 | Erhalten |      |
| Burgstall Buchklingen                                    | Emskirchen-Buchklingen                              | Niederungsburg (Wasserburg)                                                                         | Mittelalterlich | Abgegangen, Fundamentreste erhalten |      |
| Burgstall Burkertsgräben                                 | Ippesheim-Bullenheim-„Kapellberg“                   | Höhenburg (Spornburg)                                                                               | Mittelalterlich | Abgegangen |      |
| Herrensitz Burgambach                                    | Scheinfeld-Burgambach                               | Herrensitz                                                                                          | 18. Jahrhundert | Erhalten |      |
| Schloss Burgbernheim (Riederschlösschen)                 | Burgbernheim                                        | Schloss                                                                                             | 1787 | Erhalten |      |
| Schloss Burghaslach                                      | Burghaslach                                         | Wasserschloss, zuvor Burg                                                                           | Burg mittelalterlich, Schloss 16. oder 17. Jahrhundert | Erhalten |      |
| Burg Dachsbach                                           | Dachsbach                                           | Niederungsburg (Wasserburg)                                                                         | 13. Jahrhundert | Burgruine, Wohnturm und Teile der Ringmauer erhalten |      |
| Abschnittsbefestigung Dachsberg                          | Ergersheim-„Dachsberg“                              | Abschnittsbefestigung                                                                               | Vor- und frühgeschichtlich und mittelalterlich | Abgegangen |      |
| Schloss Dettendorf                                       | Diespeck-Dettendorf                                 | Schloss                                                                                             | Mittelalterlich | Abgegangen |      |
| Burgstall Deutenheim                                     | Sugenheim-Deutenheim-„Gründlein“                    | Höhenburg (Spornburg), 950 Meter südlich des Ortes                                                  | Mittelalterlich | Abgegangen |      |
| Schloss Dutzenthal                                       | Sugenheim-Dutzenthal                                | Wasserschloss von Johann Neidhard von Seckendorff                                                   | Ende 17. Jahrhundert | Erhalten |      |
| Burgstall Eckwartsburg                                   | Simmershofen-Equarhofen                             | Niederungsburg                                                                                      | Mittelalterlich | Abgegangen, durch die heutige Ortskirche überbaut |      |
| Burgstall Emskirchen                                     | Emskirchen                                          | Niederungsburg (Wasserburg)                                                                         | Mittelalterlich | Abgegangen |      |
| Burgstall Erkenbrechtshofen                              | Bad Windsheim-Erkenbrechtshofen                     | Niederungsburg (Turmhügelburg)                                                                      | Mittelalterlich | Abgegangen, Turmhügel heute verebnet |      |
| Schloss Erlabronn                                        | Scheinfeld-Erlabronn                                | Schloss                                                                                             | 17. Jahrhundert | Abgegangen, seit 1937 zu einem Gutshof umgestaltet |      |
| Schloss Fürstenforst                                     | Burghaslach-Fürstenforst                            | Schloss, zuvor Höhenburg                                                                            | Burg 13. Jahrhundert, Neubau nach Zerstörung zwischen 1484 und 1486 als Schloss, heutiges Gebäude auf den Grundmauern des Bergfriedes 1735 erbaut                                                                 | Erhalten |      |
| Schloss Gleißenberg                                      | Burghaslach-Gleißenberg                             | Schloss                                                                                             | Mittelalterlich | Abgegangen, 1853 abgebrochen |      |
| Burgstall Göttelhof                                      | Gerhardshofen-Göttelhof                             | Höhenburg (Spornburg), 550 Meter westlich des Ortes                                                 | Mittelalterlich | Abgegangen |      |
| Burgstall Herbolzheim                                    | Markt Nordheim-Herbolzheim                          | Niederungsburg (Turmhügelburg)                                                                      | Hochmittelalterlich | Abgegangen |      |
| Turmhügel Herrnberchtheim                                | Ippesheim-Herrnberchtheim                           | Niederungsburg (Turmhügelburg)                                                                      | Mittelalterlich | Abgegangen |      |
| Schloss Herrnneuses                                      | Neustadt an der Aisch-Herrnneuses                   | Schloss, zuvor Wasserburg                                                                           | Mittelalterlich | Abgegangen, Schlossscheune aus dem 18. Jahrhundert erhalten |      |
| Abschnittsbefestigung Hexenstuhl                         | Weigenheim-Schloss Frankenberg-„Luisenberg“         | Abschnittsbefestigung                                                                               | Vor- und frühgeschichtlich | Abgegangen |      |
| Burgruine Hinterfrankenberg                              | Weigenheim-Schloss Frankenberg                      | Höhenburg (Spornburg) der Fürstbischöfe von Würzburg                                                | 13. Jahrhundert, 1554 verwüstet | Burgruine, Doppelturm der Befestigungsanlage, Grabenanlagen, Mauerreste und ein Brunnen sind als Ruinen erhalten |      |
| Burg Hoheneck                                            | Ipsheim-„Schlossberg“                               | Höhenburg (Spornburg)                                                                               | 1132 erstmals erwähnt, 1382 neu errichtet, weiterer Neubau nach Zerstörung 1664, weitere Umbauten während des 20. Jahrhunderts                                                                                    | Sehr gut erhalten, im Besitz der Stadt Nürnberg, seit 1984 Jugendbildungsstätte, nicht öffentlich Zugänglich |      |
| Burgruine Hohenkottenheim                                | Markt Nordheim-„Stellenberg“                        | Höhenburg                                                                                           | 12. Jahrhundert | Burgruine, 1525 zerstört, wieder in Stand gesetzt und 1553 erneut zerstört. 1590 Wiederaufbau zum Schloss, bald danach abgebrannt |      |
| Burgruine Hohenlandsberg                                 | Weigenheim-„Hoher Landsberg“                        | Höhenburg (Gipfelburg)                                                                              | 13. Jahrhundert, Neubau zwischen 1511 und 1524, 1554 verwüstet | Burgruine, Mauerreste der Ringmauer und Kasematten erhalten |      |
| Schloss Hohholz                                          | Emskirchen-Hohholz                                  | Schloss                                                                                             | Mittelalterlich | Abgegangen |      |
| Burg Hohlach                                             | Simmershofen-Hohlach                                | Niederungsburg                                                                                      | 12. Jahrhundert | Abgegangen |      |
| Schloss Hohlach                                          | Simmershofen-Hohlach                                | Wasserschloss                                                                                       | 1718 bezeichnet | Erhalten |      |
| Burgstall Illesheim                                      | Illesheim                                           | Niederungsburg                                                                                      | Mittelalterlich | Abgegangen |      |
| Burg Röllinghausen                                       | Illesheim                                           | Niederungsburg (Wasserburg)                                                                         | Mittelalterlich | Abgegangen, Wasserburgplateau und Wassergraben erhalten |      |
| Schloss Illesheim (Berlichingsches Schloss)              | Illesheim                                           | Schloss der Familie von Berlichingen                                                                | 1792 | Erhalten |      |
| Schloss Ippesheim                                        | Ippesheim                                           | Niederungsburg, später Schloss                                                                      | Burg mittelalterlich, Schloss von 1753 | Erhalten, dient heute als Rathaus |      |
| Burgstall Ipsheim                                        | Ipsheim                                             | Niederungsburg, später Weiherhaus                                                                   | Mittelalterlich | Abgegangen, Turmhügel heute mit einem Weiherhaus bebaut |      |
| Burg Kaubenheim                                          | Ipsheim-Kaubenheim                                  | Niederungsburg                                                                                      | Mittelalterlich | Abgegangen |      |
| Burgstall Kottenheim                                     | Markt Nordheim-Kottenheim                           | Niederungsburg                                                                                      | Mittelalterlich | Abgegangen |      |
| Burgstall Krettenbach                                    | Oberscheinfeld-Krettenbach-„Kreppenbacher Grund“    | Niederungsburg                                                                                      | Spätmittelalterlich | Abgegangen |      |
| Burgstall Kropfsberg                                     | Scheinfeld-Oberlaimbach-„Grubsberg“                 | Höhenburg (Spornburg)                                                                               | Mittelalterlich | Abgegangen |      |
| Burgstall Külsheim                                       | Bad Windsheim-Külsheim                              | Niederungsburg                                                                                      | Mittelalterlich | Abgegangen |      |
| Schloss Langenfeld                                       | Langenfeld                                          | Schloss                                                                                             | 1812 | Erhalten |      |
| Burg Lenkersheim                                         | Bad Windsheim-Lenkersheim                           | Niederungsburg (Turmhügelburg), östlich neben der Ortskirche                                        | Mittelalterlich | Abgegangen |      |
| Burgstall Mörlbach                                       | Gallmersgarten-Mörlbach                             | Niederungsburg (Turmhügelburg)                                                                      | Mittelalterlich | Abgegangen |      |
| Schloss Münchsteinach (Schlösschen)                      | Münchsteinach                                       | Schloss, Abstsitz des dortigen Klosters                                                             | ab 1519 | Erhalten |      |
| Burgstall Neuenburg                                      | Sugenheim-Ingolstadt-„Schlossbuck“                  | Höhenburg (Spornburg)                                                                               | Mittelalterlich | Abgegangen |      |
| Schloss Neuhof an der Zenn                               | Neuhof an der Zenn                                  | Wasserschloss, zuvor Wasserburg                                                                     | Burg mittelalterlich, Schloss zwischen 1570 und 1573 erbaut | Erhalten |      |
| Altes und Neues Schloss Neustadt an der Aisch            | Neustadt an der Aisch                               | Schloss                                                                                             | um 1530 | Das Alte Schloss wurde bis 1626 bewohnt und nach erfolgtem Bau des Neuen Schlosses in unmittelbarer Nähe zu Nebengebäuden herabgestuft. 1811 Bayerisches Rentamt, ab 1892 städtisches Krankenhaus. 1906 brannte das Neue Schloss aus. Im Alten Schloss seit 2008 Aischgründer Karpfenmuseum. |      |
| Burgstall Nordheim                                       | Markt Nordheim                                      | Niederungsburg, unmittelbar südwestlich des Schlosses                                               | Mittelalterlich | Abgegangen |      |
| Burgstall Oberaltenbernheim                              | Obernzenn-Oberaltenbernheim-„Horn“                  | Höhenburg (Spornburg)                                                                               | Mittelalterlich | Abgegangen |      |
| Weiherhaus Oberdachsbach                                 | Dietersheim-Oberdachsbach                           | Niederungsburg (Weiherhaus)                                                                         | 18. Jahrhundert | Erhalten |      |
| Burgstall Oberhöchstädt                                  | Dachsbach-Oberhöchstädt-„Schlossberg“               | Höhenburg (Spornburg)                                                                               | Mittelalterlich | Abgegangen |      |
| Burgstall Oberlaimbach                                   | Scheinfeld-Oberlaimbach                             | Niederungsburg                                                                                      | 912 erstmals erwähnt | Abgegangen |      |
| Burgstall Oberntief                                      | Bad Windsheim-Oberntief                             | Niederungsburg (Wasserburg)                                                                         | Mittelalterlich | Abgegangen |      |
| Schloss Obersteinbach                                    | Markt Taschendorf-Obersteinbach                     | Schloss                                                                                             | 1504 erstmals genannt, Neubau zwischen 1791 und 1794, Umbau im Jahr 1911 | Erhalten |      |
| Blaues Schloss Obernzenn                                 | Obernzenn                                           | Wasserschloss unmittelbar neben dem später hinzugefügten Roten Schloss, zuvor mittelalterliche Burg | 1718 | Erhalten, Führungen möglich |      |
| Rotes Schloss Obernzenn                                  | Obernzenn                                           | Wasserschloss unmittelbar neben dem früher erbauten Blauen Schloss, zuvor mittelalterliche Burg     | 1745 | Erhalten, museumspädagogische Werkstatt |      |
| Burgstall Schloss Pank                                   | Burghaslach-Oberrimbach-„Vorderer Schlossberg“      | Niederungsburg (Wasserburg)                                                                         | Mittelalterlich | Abgegangen, nur der Schlossbrunnen, der den Wassergraben speist, ist erhalten |      |
| Altes und Neues Schloss Rauschenberg                     | Dachsbach-Rauschenberg                              | Schloss                                                                                             | Das Alte Schloss stammt aus dem 17. Jahrhundert, das Neue Schloss wurde zwischen 1763 und 1765 erbaut | Erhalten |      |
| Schloss Rockenbach                                       | Gutenstetten-Rockenbach                             | Schloss                                                                                             | 16. Jahrhundert, Umbau im Jahr 1743 | Erhalten |      |
| Burgruine Scharfeneck                                    | Oberscheinfeld-„Schlossberg“                        | Höhenburg (Spornburg)                                                                               | 6. Jahrhundert, 1545 zum Abbruch freigegeben | Burgruine, nur der Bergfried als Aussichtsturm erhalten |      |
| Burgruine Schauerberg                                    | Emskirchen-Altschauerberg                           | Höhenburg (Spornburg)                                                                               | 14. Jahrhundert, im 16. Jahrhundert zum Steinbruch erklärt | Burgruine, eindrucksvoller Halsgraben mit einem weiteren vorgelegen Graben und ein kurzes Mauerstück erhalten |      |
| Burgstall Schlösslesbuck                                 | Uffenheim-„Schlösslesbuck“                          | Niederungsburg                                                                                      | Frühmittelalterlich | Abgegangen |      |
| Schloss Schnodsenbach                                    | Scheinfeld-Schnodsenbach                            | Wasserschloss                                                                                       | Eine erste Anlage wurde 1361 erstmals erwähnt, Neubau des Schlosses in der zweiten Hälfte des 15. Jahrhunderts, Anbauten aus der zweiten Hälfte des 18. Jahrhunderts                                              | Erhalten |      |
| Schloss Schwarzenberg                                    | Scheinfeld                                          | Schloss, zuvor Höhenburg                                                                            | 1150, 1607 durch Feuer zerstört und 1608–1618 als Renaissanceschloss wieder aufgebaut | Erhalten, enthält seit 2007 private Real- und Fachoberschule der Mathilde-Zimmer-Stiftung sowie Zweitwohnung des tschechischen Außenministers Karl zu Schwarzenberg |      |
| Schloss Seehaus                                          | Markt Nordheim-Seehaus                              | Wasserschloss                                                                                       | Anlage erstmals 1382 erwähnt, Neubau zwischen 1549 und 1591, weiterer Neubau 1780, Anbau aus dem Jahr 1789 | Erhalten |      |
| Burgstall Siedelbach                                     | Markt Erlbach-Blümleinsmühle                        | Höhenburg (Turmhügelburg)                                                                           | Mittelalterlich | Abgegangen |      |
| Burgstall Spielberg                                      | Bad Windsheim-Rüdisbronn-„Spielberg“                | Höhenburg (Spornburg)                                                                               | Hochmittelalterlich | Abgegangen |      |
| Schloss Stübach                                          | Diespeck-Stübach                                    | Wasserschloss                                                                                       | Mittelalterlich | Abgegangen |      |
| Wehrkirche Stübach                                       | Diespeck-Stübach                                    | Wehrkirche                                                                                          | Spätmittelalterlich | Abgegangen, Teile der Kirchhofmauer erhalten |      |
| Altes Schloss (Sugenheim) (Inneres Schloss)              | Sugenheim                                           | Wasserschloss mit Parkanlage, zuvor Wasserburg                                                      | Burg mittelalterlich, Schloss 16. Jahrhundert, Umbau während des 19. Jahrhunderts | Erhalten, beherbergt heute ein Spielzeugmuseum |      |
| Neues Schloss (Sugenheim)                                | Sugenheim                                           | Schloss mit Parkanlage                                                                              | Zweite Hälfte des 16. Jahrhunderts, Umbau zwischen 1746 und 1749 | Erhalten |      |
| Herrensitz Tanzenhaid                                    | Emskirchen-Tanzenhaid                               | Herrensitz                                                                                          | Mittelalterlich | Abgegangen |      |
| Burg Tief                                                | Bad Windsheim-Unterntief-„Schlossbuck“              | Höhenburg (Spornburg)                                                                               | Mittelalterlich | Grabenanlage erhalten |      |
| Schloss Trautskirchen                                    | Trautskirchen                                       | Schloss, zuvor Höhenburg                                                                            | Burg mittelalterlich, Schloss von 1708 | Erhalten |      |
| Burg Uehlfeld                                            | Uehlfeld                                            | Niederungsburg                                                                                      | Mittelalterlich | Burgruine, Rundturm und Mauerreste sowie weitere spätere Gebäude erhalten |      |
| Schloss Uffenheim                                        | Uffenheim                                           | Schloss, zuvor Wasserburg                                                                           | Burg mittelalterlich, Neubau ab 1462, Anbauten aus der ersten Hälfte des 17. Jahrhunderts und aus der Zeit zwischen 1737 und 1752                                                                                 | Erhalten |      |
| Schloss Ullstadt                                         | Sugenheim-Ullstadt                                  | Schloss, zuvor Wasserburg                                                                           | Burg mittelalterlich, zwischen 1718 und 1725 Ausbau zum Schloss, Umbau zwischen 1746 und 1750, weiterer Umbau des Daches während der zweiten Hälfte des 19. Jahrhunderts                                          | Erhalten, dient als Wohnung der Familie von Franckenstein |      |
| Burgstall bei Ullstadt                                   | Sugenheim-Ullstadt-„Roter Berg“                     | Höhenburg (Spornburg)                                                                               | Mittelalterlich | Abgegangen |      |
| Schloss Unteraltenbernheim (Seckendorffsches Schloß)     | Obernzenn-Unteraltenbernheim                        | Schloss                                                                                             | 1419 erwähnt, Neubau aus der Zeit um 1600, weiterer Neubau Anfang des 18. Jahrhunderts | Erhalten, heute in Privatbesitz |      |
| Burgstall Unterlaimbach                                  | Scheinfeld-Unterlaimbach                            | Niederungsburg                                                                                      | 14. Jahrhundert | Abgegangen |      |
| Schloss Unternzenn                                       | Obernzenn-Unternzenn                                | Schloss, zuvor Wasserburg                                                                           | Burg mittelalterlich, Umbauten während der zweiten Hälfte des 16. Jahrhunderts, heutiges Erscheinungsbild aus der Zeit zwischen 1752 und 1753, Wassergraben Mitte des 19. Jahrhunderts ausgetrocknet und verebnet | Erhalten |      |
| Turmhügel Urfersheim                                     | Illesheim-Urfersheim                                | Niederungsburg (Turmhügelburg)                                                                      | Mittelalterlich | Abgegangen, Turmhügel eingeebnet und überbaut |      |
| Landsitz Virnsbergerhaag                                 | Neustadt an der Aisch-Virnsbergerhaag               | Herrensitz der Familie Holzschuher                                                                  | 1821 | Erhalten |      |
| Schloss Vorderfrankenberg                                | Weigenheim-Schloss Frankenberg                      | Schloss, zuvor Höhenburg                                                                            | Burg aus dem Jahr 1254, Schloss zwischen 1526 und 1532 neu erbaut | Erhalten, dient heute als Schlosshotel |      |
| Schloss Walkershofen                                     | Simmershofen-Walkershofen                           | Wasserschloss                                                                                       | Nach 1614 | Erhalten |      |
| Turmhügel Wallmersbach                                   | Uffenheim-Wallmersbach                              | Niederungsburg (Turmhügelburg)                                                                      | Mittelalterlich | Abgegangen |      |
| Turmhügel Weichselgarten                                 | Illesheim                                           | Niederungsburg (Wasserburg)                                                                         | Mittelalterlich | Abgegangen, Wassergraben teilweise erhalten |      |
| Burg Wernsberg (Schloss Wernsberg, Burgstall Schloßbuck) | Neustadt an der Aisch-Virnsbergerhaag-„Schlossbuck“ | Höhenburg (Spornburg)                                                                               | Mittelalterlich | Abgegangen, ehemals dreiteilige Burg derer von Hohenlohe, Burgplateau, drei Halsgräben noch sichtbar |      |
| Schloss Wildbad                                          | Burgbernheim-Wildbad                                | Markgrafenschloss von Carl Alexander                                                                | 1789, von Johann Gottlieb Riedel | |      |
| Burgstall Wildberg                                       | Markt Nordheim-Wildberghof-„Wildberg“               | Höhenburg (Gipfelburg)                                                                              | Mittelalterlich | Abgegangen |      |

## Landkreis Nürnberger Land
| Name                                                                                 | Ort                                                         | Typ                                                                                       | Entstehungszeit | Erhaltungszustand und heutige Nutzung | Bild |
| ------------------------------------------------------------------------------------ | ----------------------------------------------------------- | ----------------------------------------------------------------------------------------- | --- | --- | ---- |
| Burg Alfeld                                                                          | Alfeld                                                      | Höhenburg, später unbefestigter Herrensitz                                                | Ortsadel wurde 1286 erstmals erwähnt | Abgegangen, möglicherweise stammt ein Mauerrest auf einem Felsen von der Burg |      |
| Pflegschloss Altdorf                                                                 | Altdorf bei Nürnberg                                        | Schloss (Pflegschloss)                                                                    | 1523 | Erhalten, dient seit 1971 als Polizeiwache |      |
| Burg Altenthann                                                                      | Schwarzenbruck-Altenthann                                   | Höhenburg (Spornburg), die Reichsburg war der Stammsitz der Reichsministerialen von Thann | 11. Jahrhundert als Holzburg, im selben Jahrhundert Ausbau mit Stein                                                                          | Abgegangen, heute durch die Pfarrkirche Sankt Veit überbaut, Gräben erhalten |      |
| Burgstall Altes Haus                                                                 | Pommelsbrunn-„Mühlkoppe“                                    | Höhenburg (Spornburg)                                                                     | 13. Jahrhundert | Abgegangen, 1594 noch deutliche Ruinenreste sichtbar, heute einige Wälle und ein Graben erhalten |      |
| Burgstall Altes Schloss                                                              | Vorra-Düsselbach-„Am alten Schloss“                         | Höhenburg (Gipfelburg)                                                                    | 11./12. Jahrhundert, 1596 ersterwähnt | Abgegangen, geringe Mauerreste erhalten |      |
| Schloss Artelshofen                                                                  | Vorra-Artelshofen                                           | Schloss, zuvor Niederungsburg (Wasserburg)                                                | 1361 erstmals erwähnt | Erhalten |      |
| Burgstall Alter Rothenberg                                                           | Simmelsdorf-Lochhof-„Alter Rotenberg“                       | Höhenburg (Gipfelburg)                                                                    | um 1200 | Abgegangen, 1280 und 1316 noch erwähnt, danach endgültig zerstört oder aufgelassen, Wallgräben erhalten |      |
| Burgstall auf der Hasenleite                                                         | Hartenstein-Grünreuth-„Hasenleite“                          | Höhenburg (Spornburg)                                                                     | Herrensitz vermutlich aus dem 16. Jahrhundert                                                                                                 | Abgegangen, 1920 abgebrochen, wenige Mauerreste erhalten |      |
| Turmhügel Beerbach                                                                   | Lauf an der Pegnitz-Beerbach                                | Niederungsburg (Turmhügelburg) vermutlich der Reichsministerialen von Rückersdorf         | 13. Jahrhundert | Abgegangen, Turmhügel um 1880 eingeebnet |      |
| Altes Schloss (Behringersdorf)                                                       | Schwaig bei Nürnberg-Behringersdorf                         | Herrensitz der Familie von Tucher                                                         | Vermutlich 15. Jahrhundert, ab 1552 neu errichtet                                                                                             | Erhalten |      |
| Neues Schloss (Behringersdorf)                                                       | Schwaig bei Nürnberg-Behringersdorf                         | Herrensitz von Christoph Willhelm von Tucher                                              | Zwischen 1719 und 1732 | Erhalten |      |
| Turmhügel Birkensee                                                                  | Offenhausen-Birkensee                                       | Niederungsburg (Turmhügelburg)                                                            | 1260 im Adelsnamen genannt | Abgegangen, nur ein Turmhügel und ein Wallgraben erhalten |      |
| Burg Brunn                                                                           | Gemeindefreies Gebiet Brunn                                 | Niederungsburg, als königliches Jagdschloss genutzt                                       | 13. oder Anfang 14. Jahrhundert | Abgegangen, nur Gräben erhalten |      |
| Burgstall Burgstuhl                                                                  | Simmelsdorf-Sankt Helena-„Burgstuhl“                        | Höhenburg (Gipfelburg)                                                                    | Mittelalterlich | Abgegangen, von der Burganlage haben sich keine Reste erhalten |      |
| Herrensitz Diepoltsdorf I (Hintere oder alte Behausung)                              | Simmelsdorf-Diepoltsdorf                                    | Herrensitz der Familie von Loefen, zuvor Wasserburg                                       | 13. Jahrhundert | Erhalten |      |
| Herrensitz Diepoltsdorf II (Vordere Behausung)                                       | Simmelsdorf-Diepoltsdorf                                    | Herrensitz der Familie von Loefen                                                         | Vermutlich 1555 | Erhalten |      |
| Herrensitz Diepoltsdorf III (Neue Behausung)                                         | Simmelsdorf-Diepoltsdorf                                    | Herrensitz der Familie von Harsdorf                                                       | 1570 | Erhalten |      |
| Turmhügel Egelsee                                                                    | Lauf an der Pegnitz-Egelsee                                 | Niederungsburg (Turmhügelburg)                                                            | Vermutlich hochmittelalterlich | Abgegangen, Turmhügel 1980 eingeebnet |      |
| Turmhügel Egensbach                                                                  | Offenhausen-Egensbach                                       | Niederungsburg (Turmhügelburg)                                                            | 1243 ist der Ortsadel erstmals genannt | Abgegangen, Turmhügel erst jüngst eingeebnet |      |
| Burg Eismannsberg                                                                    | Altdorf bei Nürnberg-Eismannsberg                           | Höhenburg (Spornburg) der Ratz von Eisenhartsberg                                         | 1339 erstmals genannt | Abgegangen, Stelle heute durch die Anwesen Hedwig von Eyb Straße 13 und 15 überbaut, die benachbarte Pfarrkirche könnte auf die Burgkapelle zurückgehen |      |
| Schloss Eismannsberg (Oelhafensches Schloss)                                         | Altdorf bei Nürnberg-Eismannsberg                           | Schloss von Christoph Elias Oelhafen (Nürnberger Patrizierfamilie)                        | 1726 | Erhalten, in Privatbesitz |      |
| Herrensitz Enzendorf                                                                 | Hartenstein-Enzendorf                                       | Herrensitz                                                                                | 1490 erstmals erwähnt | Abgegangen |      |
| Schloss Eschenbach                                                                   | Pommelsbrunn-Eschenbach                                     | Schloss, zuvor Wasserburg                                                                 | Mittelalterlich | Vorgängerbau 1552 zerstört, Neubau 1554 fast vollkommen erhalten |      |
| Faberschloss (Faber-Castellsches Schloss)                                            | Schwarzenbruck                                              | Schloss der Familie Faber-Castell                                                         | Zwischen 1883 und 1885 erbaut | Erhalten, beherbergt heute ein Alten- und Pflegeheim |      |
| Furttenbachsches Schloss (Neues Schloss)                                             | Reichenschwand                                              | Schloss der Familie Furttenbach                                                           | um 1700 | Erhalten, in Privatbesitz |      |
| Herrensitz Gauchsmühle                                                               | Feucht-Gauchsmühle                                          | Herrensitz                                                                                | 1508 erstmals erwähnt, vermutlich Vorgängerbau, heutiges Gebäude von 1746                                                                     | Erhalten, in Privatbesitz |      |
| Burgstall Gnadenberg                                                                 | Berg bei Neumarkt in der Oberpfalz-Gnadenberg-„Klosterberg“ | Höhenburg (Spornburg)                                                                     | Mittelalterlich | Abgegangen, nur zwei Gräben erhalten |      |
| Schloss Grünreuth (Grünreuther Schlössl)                                             | Hartenstein-Grünreuth                                       | Herrensitz, zuvor Höhenburg                                                               | Herrensitz vermutlich aus dem 16. Jahrhundert                                                                                                 | Abgegangen, 1920 abgebrochen, wenige Mauerreste erhalten |      |
| Herrensitz Großengsee                                                                | Simmelsdorf-Großengsee                                      | Herrensitz, zuvor Burg                                                                    | Burg mittelalterlich, Herrensitz von 1631 | Vorgängerbau 1552 zerstört, Neubau 1554 fast vollkommen erhalten |      |
| Schloss Grünsberg                                                                    | Altdorf bei Nürnberg-Grünsberg                              | Schloss                                                                                   | 13. Jahrhundert | Ursprungsbau (Burg) im 16. Jahrhundert zum Schloss ausgebaut. Seit 2000 Sitz der Stromerschen Kulturgut-, Denkmal- und Naturstiftung |      |
| Herrensitz Günthersbühl                                                              | Lauf an der Pegnitz-Günthersbühl                            | Herrensitz                                                                                | Frühneuzeitlich, 1611 erstmals erwähnt | Abgegangen, 1723 durch einen Bauernhof überbaut |      |
| Burgstall Hacburg                                                                    | Happurg-„Bocksberg“                                         | Höhenburg (Spornburg)                                                                     | Hochmittelalterlich | Abgegangen, Halsgraben erhalten |      |
| Schloss Haimendorf (Fürerschloss)                                                    | Röthenbach an der Pegnitz-Haimendorf                        | Schloss der Familie Fürer, zuvor Ministerialenburg                                        | Vermutlich 13. Jahrhundert, Ortsadel 1238 erstmals erwähnt                                                                                    | Erhalten, im Besitz der Fürerschen Erben |      |
| Herrensitz Hammerschrott                                                             | Neuhaus an der Pegnitz-Hammerschrott                        | Herrensitz                                                                                | Mittelalterlich | Abgegangen |      |
| Burg Hartenstein                                                                     | Hartenstein                                                 | Höhenburg (Gipfelburg), Ministerialenburg der Grafen von Sulzbach                         | 13. Jahrhundert, 1268 erstmals erwähnt | Burgruine, 1703 gesprengt, teilweise erhalten, in Besitz der Gemeinde, beherbergt eine Ausstellung zum Rittertum in Franken |      |
| Burgstall Hartmannshof                                                               | Pommelsbrunn-Hartmannshof                                   | Niederungsburg                                                                            | Hochmittelalterlich | Abgegangen, beim Bau von Häusern stieß man auf Grundmauerreste der Turmburg, heute überbaut |      |
| Burg Henfenfeld (Pfinzingschloss)                                                    | Henfenfeld                                                  | Höhenburg (Spornburg)                                                                     | 16. Jahrhundert | Erhalten, nach Brand 1553 wieder aufgebaut |      |
| Schloss Hersbruck                                                                    | Hersbruck                                                   | Schloss                                                                                   | um 1000 | 1517 Neubau durch die Reichsstadt Nürnberg, zwischen 1616 und 1622 durch Türme und Seitenflügel erweitert. |      |
| Herrensitz Heuchling (Heuchlinger Schlösschen)                                       | Lauf an der Pegnitz-Heuchling                               | Herrensitz                                                                                | Zweite Hälfte des 14. Jahrhunderts | Erhalten, 1975 renoviert, in Privatbesitz |      |
| Burgstall Hienberg                                                                   | Simmelsdorf-Rampertshof-„Hienberg“                          | Höhenburg (Hangburg)                                                                      | um 1200 | Abgegangen, wenige Mauerreste und ein Burggraben erhalten |      |
| Herrensitz Himmelgarten                                                              | Röthenbach an der Pegnitz-Himmelgarten                      | Herrensitz                                                                                | Mittelalterlich, 1623 erstmals erwähnt | Erhalten, um 1995 renoviert |      |
| Burgstall Hohenkuchen                                                                | Offenhausen-Oberndorf-„Schlossberg“                         | Höhenburg (Spornburg)                                                                     | um 1200 | Abgegangen, Graben und Wallgraben erhalten |      |
| Burgstall Hohenrasch                                                                 | Altdorf bei Nürnberg-Rasch                                  | Höhenburg (Spornburg)                                                                     | Adel erstmals 1138 genannt | Abgegangen, nur ein Graben erhalten |      |
| Burg Hohenstein                                                                      | Kirchensittenbach-Hohenstein                                | Höhenburg (Gipfelburg)                                                                    | 11. Jahrhundert | Halbruine, 1554 zerstört, bis in das 17. Jahrhundert wieder aufgebaut. Ab 1806 dem Verfall preisgegeben. Gebäudeteile erhalten, Rest Ruine. Seit 1983 im Besitz des Verschönerungsvereins Hohenstein e. V.                                                         |      |
| Turmhügel Hundsdruck                                                                 | Happurg                                                     | Niederungsburg (Turmhügelburg)                                                            | Mittelalterlich | Abgegangen, nur der Turmhügel erhalten |      |
| Schloss Hüttenbach                                                                   | Simmelsdorf-Hüttenbach                                      | Herrensitz, zuvor Wasserburg                                                              | Mittelalterlich, Ortsadel 1140 erstmals erwähnt, Herrensitz von 1766                                                                          | Erhalten, im Besitz des Vereins „Schloss Hüttenbach e. V. 1920“ |      |
| Turmhügel im Sauanger                                                                | Offenhausen-Mittelhof                                       | Niederungsburg (Turmhügelburg)                                                            | Mittelalterlich | Abgegangen, durch den Bau eines Wohnhauses erheblich gestört |      |
| Burgstall Keilberg                                                                   | Offenhausen-„Keilberg“                                      | Höhenburg, Spornlage (Turmburg)                                                           | Früh- bis hochmittelalterlich? | Abgegangen, nur ein Ringgraben mit Wall erhalten |      |
| Schloss Kirchensittenbach                                                            | Kirchensittenbach                                           | Schloss und Wasserburgstall                                                               | Schloss 1590–1595 | Erhalten |      |
| Wehrkirche Kirchensittenbach                                                         | Kirchensittenbach                                           | Wehrkirche                                                                                | 15. Jahrhundert | Erhalten |      |
| Burgstall Kleiner Hansgörgel                                                         | Hersbruck-Altensittenbach-„Kleiner Hansgörgel“              | Höhenburg (Spornburg)                                                                     | 13. Jahrhundert | Abgegangen, Halsgraben mit Innenwall und ein Abschnittsgraben erhalten |      |
| Burgstall Klosterberg                                                                | Altdorf bei Nürnberg-Hagenhausen-„Klosterberg“              | Höhenburg (Spornburg)                                                                     | Mittelalterlich | Abgegangen, nur der Halsgraben erhalten |      |
| Herrensitz Letten                                                                    | Lauf an der Pegnitz-Letten                                  | Herrensitz                                                                                | 15. Jahrhundert | Erhalten, 1993 restauriert |      |
| Burgruine Lichtenstein                                                               | Pommelsbrunn-„Schleußberg“                                  | Höhenburg (Spornburg)                                                                     | vor 1270, 1421 zerstört und dem Verfall preisgegeben                                                                                          | Burgruine, Mauerreste erhalten, im späten 19. Jahrhundert teilweise umgestaltet |      |
| Schloss Malmsbach                                                                    | Schwaig bei Nürnberg                                        | Schloss                                                                                   | 13. Jahrhundert | 1449 zerstört, 1450 Wiederaufbau. 1833 teilweise abgerissen. Torhaus und Nebengebäude erhalten, Privatbesitz |      |
| Schloss Neunhof                                                                      | Lauf an der Pegnitz-Neunhof                                 | Schloss                                                                                   | 1246 | Ehemals Herrensitz der Nürnberger Patrizierfamilie Kreß. Heute Zweigstelle des Germanischen Nationalmuseums (Jagdsammlung). |      |
| Burgstall Nuschelberg                                                                | Lauf an der Pegnitz-Nuschelberg                             | Höhenburg (Spornburg), Ministerialensitz                                                  | 14. oder 15. Jahrhundert | Abgegangen |      |
| Herrensitz Nuschelberg (Hallerschlösschen)                                           | Lauf an der Pegnitz-Nuschelberg                             | Herrensitz                                                                                | um 1587 | Erhalten, 1941 nach Bombentreffer teilweise zerstört, bis 1948 wieder errichtet, dient heute als Gastwirtschaft |      |
| Herrensitz Oberndorf                                                                 | Reichenschwand-Oberndorf                                    | Herrensitz                                                                                | 15. Jahrhundert | Erhalten, 1993 restauriert |      |
| Burgstall Ödes Schloss                                                               | Engelthal-Peuerling-„Nonnenberg“                            | Höhenburg (Spornburg)                                                                     | Hochmittelalterlich | Abgegangen, erhalten haben sich zwei Gräben und Grundmauerreste von einem turmförmigen Gebäude |      |
| Herrensitz Oedenberg                                                                 | Lauf an der Pegnitz-Oedenberg                               | Herrensitz                                                                                | Ortsadel 1312 erstmals genannt, heutiges Gebäude von 1731                                                                                     | Erhalten, in Privatbesitz, beherbergt heute eine Gastwirtschaft |      |
| Burgstall Offenhausen                                                                | Offenhausen                                                 | Niederungsburg (Wasserburg)                                                               | Mittelalterlich | Abgegangen |      |
| Burgruine Osternohe                                                                  | Schnaittach-Osternohe-Schlossberg                           | Höhenburg (Spornburg) der Edelfreien von Osternohe                                        | Vermutlich um 1200 | Burgruine, wenige Mauer- und Grabenreste erhalten |      |
| Pfinzingschloss                                                                      | Feucht                                                      | Schloss                                                                                   | 15. Jahrhundert | 1504 zerstört, 1521 wieder errichtet. Erhalten, Hermann-Oberth-Raumfahrt-Museum |      |
| Burg Prackenfels (Gybelsbürg)                                                        | Altdorf bei Nürnberg-Prackenfels                            | Höhenburg (Spornburg)                                                                     | 1362 erstmals erwähnt | Abgegangen, während des Landshuter Erbfolgekrieges 1504 zerstört, waren im 19. Jahrhundert noch Ruinenreste sichtbar, heute fast völlig verschwunden |      |
| Turmhügel Purkstal                                                                   | Pommelsbrunn-Bürtel                                         | Niederungsburg (Turmhügelburg)                                                            | Hochmittelalter | Keine urkundliche Erwähnung bekannt. Hügel erkennbar. |      |
| Herrensitz Rasch (Welscherschloss, Schloss Niederrasch)                              | Altdorf bei Nürnberg-Rasch                                  | Herrensitz, Ministerialensitz der Grafen von Hirschberg                                   | Ortsadel 1312 erstmals genannt, heutiges Gebäude um 1735                                                                                      | Erhalten, in Privatbesitz, heute Pfarrhaus |      |
| Burgstall Rascher Berg                                                               | Altdorf bei Nürnberg-Rasch                                  | Höhenburg (Spornburg)                                                                     | Mittelalterlich | Abgegangen, Graben erhalten |      |
| Schloss Rauhenstein                                                                  | Neuhaus an der Pegnitz-Höfen-„Wüstung Rauhenstein“          | Hammerschloss                                                                             | Spätmittelalterlich | Abgegangen |      |
| Burgruine Reicheneck                                                                 | Happurg-Reicheneck                                          | Höhenburg (Spornburg)                                                                     | 1238, 1398 zerstört | Burgruine, wenige Reste und Graben erhalten |      |
| Schloss Reichenschwand                                                               | Reichenschwand                                              | Schloss, zuvor Wasserburg, 1648 zerstört und bis 1770 als Schloss neu errichtet           | um 1300 | Erhalten, bis 1975 bekannter Kurort, seit 1988 Ausbildungszentrum der Rudolf Wöhrl AG |      |
| Schloss Renzenhof                                                                    | Röthenbach an der Pegnitz-Renzenhof                         | Herrensitz                                                                                | 15. oder 16. Jahrhundert, 1504 erstmals bezeugt                                                                                               | Erhalten |      |
| Herrensitz Röthenbach an der Pegnitz I (Gelbes Schloss, Bachmeier-Schlösschen)       | Röthenbach an der Pegnitz                                   | Herrensitz                                                                                | 17. Jahrhundert | Erhalten, 1995 renoviert, in Privatbesitz |      |
| Herrensitz Röthenbach an der Pegnitz II (Zainhaimer-Schloss, Zimmermann-Schlösschen) | Röthenbach an der Pegnitz                                   | Herrensitz                                                                                | Vermutlich 18. Jahrhundert | Abgegangen, 1907 abgebrochen |      |
| Festung Rothenberg                                                                   | Schnaittach                                                 | Festung, zuvor Höhenburg                                                                  | 1330 | Im 18. Jahrhundert zur Festung ausgebaut. Ab 1806 Gefängnis, 1838 aufgelassen und dem Verfall preisgegeben. Sie diente auch als Steinbruch zum Bau des Nürnberger Hauptbahnhofs. Die erhaltenen Reste sind im Rahmen von Führungen zugänglich.                     |      |
| Burgstall Rummelsberg                                                                | Schwarzenbruck-Rummelsberg                                  | Höhenburg (Spornburg)                                                                     | Mittelalterlich | Abgegangen |      |
| Herrensitz Scheerau                                                                  | Leinburg-Scheerau                                           | Herrensitz der Fürer von Haimendorf                                                       | Ende 16. Jahrhundert, Neubau im Jahr 1767 fertig gestellt                                                                                     | Erhalten, in Privatbesitz |      |
| Herrensitz Schlossel                                                                 | Happurg                                                     | Herrensitz, später Weiherhaus                                                             | Auf einer Karte von 1589 gezeichnet | Abgegangen, um 1700 abgebrochen |      |
| Schneiderburg                                                                        | Pommelsbrunn-Mittelburg                                     | Burg                                                                                      | Neuzeitlich | Erhalten, in Privatbesitz |      |
| Burg Schönberg                                                                       | Lauf an der Pegnitz-Schönberg                               | Burg, später Amtsschloss                                                                  | Im 13. Jahrhundert erstmals erwähnt | Abgegangen, 1899 abgebrochen, nur ein Mauerturm erhalten, ansonsten durch die Pfarrkirche Sankt Jakob überbaut |      |
| Turmhügel Simonshofen                                                                | Lauf an der Pegnitz-Simonshofen                             | Niederungsburg (Turmhügelburg)                                                            | Mittelalterlich | Abgegangen, Turmhügel etwa zwei Meter hoch erhalten |      |
| Abschnittsbefestigung Sonnenburg                                                     | Hartenstein-Lungsdorf-„Sonnenburg“                          | Abschnittsbefestigung                                                                     | Vor- und frühgeschichtlich | Abgegangen |      |
| Burgstall Spitzenberg                                                                | Simmelsdorf-Großengsee-„Spitzenberg“                        | Höhenburg (Gipfelburg)                                                                    | Mittelalterlich | Abgegangen, Ringgraben erhalten |      |
| Burgstall Strahlenfels                                                               | Simmelsdorf-Strahlenfels                                    | Höhenburg (Spornburg)                                                                     | um 1250 | Abgegangen, während des 16. Jahrhunderts aufgegeben und verfallen, wenige Mauerreste und aus dem Fels geschlagene Treppenstufen erhalten |      |
| Herrensitz Strengenberg                                                              | Rückersdorf-Strengenberg                                    | Herrensitz                                                                                | 17. Jahrhundert | Erhalten |      |
| Schloss Thalheim                                                                     | Happurg-Thalheim                                            | Herrensitz der Nürnberger Patrizierfamilie Holzschuher                                    | Heutiges Gebäude von 1721, ursprünglich aus dem 16. Jahrhundert                                                                               | Erhalten, in Privatbesitz |      |
| Burg Thann                                                                           | Burgthann                                                   | Höhenburg (Spornburg) der Reichsministerialen von Thann                                   | um 1160 | Halbruine, 1460 zerstört, 1463 wieder aufgebaut, 1635 erneut zerstört und nach 1652 wieder aufgebaut. 1792 aufgegeben und als Steinbruch genutzt. Bergfried und Umfassungsmauern erhalten. Heute Heimatmuseum                                                      |      |
| Tucherschloss                                                                        | Feucht                                                      | Herrensitz                                                                                | 16. Jahrhundert, im Dreißigjährigen Krieg zerstört und wieder aufgebaut                                                                       | Erhalten, in Privatbesitz |      |
| Altes und Neues Tucherschloss                                                        | Simmelsdorf                                                 | Schloss                                                                                   | 17. Jahrhundert | Vormals Wasserschloss 1830–1841 gotisierend umgebaut, heute noch der Stammsitz des Adelsgeschlechts derer von Tucher. |      |
| Herrensitz Tucherschloss                                                             | Happurg                                                     | Herrensitz von Johann Gottlieb Tucher                                                     | 1701 | Erhalten, 2005 restauriert, in Privatbesitz |      |
| Turmhügel Ungelstetten                                                               | Winkelhaid-Ungelstetten                                     | Niederungsburg (Turmhügelburg)                                                            | Mittelalterlich | Abgegangen |      |
| Turmhügel Unterhaidelbach                                                            | Leinburg-Unterhaidelbach                                    | Niederungsburg (Turmhügelburg)                                                            | Mittelalterlich | Abgegangen |      |
| Schloss Utzmannsbach                                                                 | Simmelsdorf-Utzmannsbach                                    | Herrensitz                                                                                | Geht nach dendrochronologischen Untersuchen auf das Jahr 1374/75 zurück                                                                       | Erhalten, in Privatbesitz |      |
| Pflegschloss Velden                                                                  | Velden                                                      | Schloss (Pflegschloss)                                                                    | Vorgängerbau aus dem Jahr 1481, heutiges Gebäude von 1543                                                                                     | Erhalten, in Privatbesitz |      |
| Burg Veldenstein                                                                     | Neuhaus an der Pegnitz                                      | Höhenburg (Spornburg)                                                                     | vor 1269 | Erhalten, beherbergt seit 1972 ein Hotel-Restaurant und Privatwohnungen |      |
| Velhornschloss                                                                       | Schnaittach                                                 | Herrensitz von Friedrich Anton von Velhorn                                                | Zwischen 1722 und 1727 errichtet | Erhalten, beherbergt heute ein Cartitas-Jugendhilfezentrum |      |
| Burgstall Vogelfels                                                                  | Happurg-Förrenbach-„Vogelfels“                              | Höhenburg (Gipfelburg)                                                                    | Mittelalterlich | Abgegangen, teilweise durch eine Berghütte überbaut |      |
| Schloss Vorra (Altes Schloss)                                                        | Vorra                                                       | Herrensitz                                                                                | 1601 | Erhalten, mehrfach umgebaut, seit 1955 Schullandheim |      |
| Neues Schloss (Vorra)                                                                | Vorra                                                       | Herrensitz von Julius August Freiherr von Soden                                           | Vorgängerbau ab 1889 errichtet, Neubau aus dem Jahr 1893                                                                                      | Erhalten, mehrfach umgebaut, seit 1955 Schullandheim |      |
| Burgstall Wallersberg                                                                | Schwarzenbruck-Wallersberg                                  | Höhenburg (Spornburg)                                                                     | Mittelalterlich | Abgegangen |      |
| Schloss Weiherhaus                                                                   | Feucht-Weiherhaus                                           | Herrensitz der Familie Grundherr, zuvor Wasserburg                                        | 1381 bereits als Burgstall erwähnt, heutiges gebäude von 1761                                                                                 | Erhalten, in Besitz der Familie Grundherr |      |
| Wenzelschloss                                                                        | Lauf an der Pegnitz                                         | Schloss                                                                                   | 13. Jahrhundert | Ehemals Burg, 1301 zerstört. 1356 als Schloss wieder errichtet. Seit 1985 wird das Schloss von der Akademie der Bildenden Künste Nürnberg als „Außenstelle Lauf“ genutzt                                                                                           |      |
| Burgruine Wildenfels                                                                 | Simmelsdorf-Wildenfels                                      | Höhenburg (Gipfelburg) der Herren von Wildenstein                                         | um 1300 | Burgruine, 1525 zerstört, wieder aufgebaut und 1553 erneut zerstört. 1827 stürzte nach einem Blitzschlag die Westhälfte des bis dahin noch weitgehend erhaltenen Bergfrieds ein. Heute sind noch Reste des Palas, des Bergfrieds und der Umfassungsmauer vorhanden |      |
| Burgruine Winterstein                                                                | Simmelsdorf-Winterstein                                     | Höhenburg (Spornburg)                                                                     | 1326 erstmals erwähnt, 1662 an die Familie Tucher verkauft, im 18. Jahrhundert verfallen, teilweise durch die Familie Tucher wieder aufgebaut | Burgruine, größere Mauerreste erhalten, in Besitz der Familie Tucher |      |
| Abschnittsbefestigung Winterstein                                                    | Simmelsdorf-Winterstein                                     | Abschnittsbefestigung                                                                     | Frühe Latènezeit | Abgegangen, Wallreste erhalten |      |
| Zeidlerschloss                                                                       | Feucht                                                      | Schloss                                                                                   | 1427 | Erhalten, seit 1976 im Besitz des Marktes Feucht |      |

## Landkreis Roth
| Name                                     | Ort                                                      | Typ                                                    | Entstehungszeit                                                                                     | Erhaltungszustand und heutige Nutzung | Bild |
| ---------------------------------------- | -------------------------------------------------------- | ------------------------------------------------------ | --------------------------------------------------------------------------------------------------- | --- | ---- |
| Burg Abenberg                            | Abenberg                                                 | Höhenburg                                              | Anfang 11. Jahrhundert                                                                              | Zunächst aus Holz erbaut, 1130–1140 als Steinburg erneuert. Im 18. Jahrhundert nach einer Reihe von Um- und Ausbauten dem Verfall preisgegeben und 1806 zum Abbruch verkauft. 1875–1913 Sicherung der Reste und erneuter Ausbau. Seit 1984 in städtischem Besitz, seit 2001 Klöppelmuseum. |      |
| Turmhügel Albersreuth                    | Kammerstein-Albersreuth                                  | Niederungsburg (Turmhügelburg)                         | Mittelalterlich                                                                                     | Abgegangen |      |
| Schloss Allersberg                       | Allersberg                                               | Schloss                                                | Mittelalterlich                                                                                     | Abgegangen, Stelle heute durch ein Forsthaus von 1914 überbaut, Reste eines Grabens noch sichtbar |      |
| Burgstall Altenberg (Alte Birg)          | Thalmässing-Stauf-„Altenberg“                            | Höhenburg (Spornburg)                                  | Vermutlich 10. Jahrhundert                                                                          | Abgegangen, Abschnittswall und Ringgraben erhalten |      |
| Burgstall Altenburg                      | Hilpoltstein-Meckenhausen                                | Niederungsburg                                         | Mittelalterlich                                                                                     | Abgegangen |      |
| Burgstall Alte Bürg                      | Spalt                                                    | Höhenburg (Spornburg)                                  | Frühmittelalterlich, später erneut begangen                                                         | Abgegangen |      |
| Burg Altenheideck (Burgstall Schlössl)   | Heideck-Altenheideck                                     | Höhenburg (Spornburg)                                  | Vor 1192, in diesem Jahr wurde erstmals der Burgadel genannt                                        | Abgegangen, Mauerrest, Halsgraben und Felsbearbeitungen erhalten, ein großer Teil des Burgfelsens wurde durch einen Steinbruch zerstört |      |
| Schloss Appelhof                         | Allersberg-Appelhof                                      | Jagd- und Lustschloss von Fabrikbesitzer Jakob Gilardi | 18. Jahrhundert                                                                                     | Erhalten |      |
| Ringwall Bärenburg                       | Spalt-Stiegelmühle-„Bärenberg“                           | Ringwall                                               | Vorgeschichtlich                                                                                    | Abgegangen |      |
| Abschnittsbefestigung Bieberholz         | Thalmässing-Dixenhausen-Waldflur „Bieberholz“            | Abschnittsbefestigung                                  | Vor- und frühgeschichtlich oder mittelalterlich                                                     | Abgegangen |      |
| Burgstall Bleimerschloß                  | Greding-Bleimerschloß                                    | Höhenburg (Spornburg)                                  | Mittelalterlich                                                                                     | Abgegangen |      |
| Abschnittsbefestigung Bleimerschloß      | Greding-Bleimerschloß-Flur „Bei der Schanze“             | Abschnittsbefestigung                                  | Frühmittelalterlich                                                                                 | Abgegangen |      |
| Burgstall Burschel                       | Greding-Untermässing-„Auer Berg“                         | Höhenburg (Spornburg)                                  | Vorgeschichtliche Befestigung, Burg mittelalterlich                                                 | Abgegangen, U-förmiger Halsgraben und Fundamentreste erhalten |      |
| Schloss Dürrenmungenau                   | Abenberg-Dürrenmungenau                                  | Schloss                                                | 13. Jahrhundert                                                                                     | Zunächst Festes Haus, um 1650 zerstört. 1720–1725 im Stil des Barocks wieder aufgebaut und um 1900 historisiert. |      |
| Abschnittsbefestigung Eichelberg         | Büchenbach-Götzenreuth-„Eichelberg“                      | Abschnittsbefestigung                                  | 10. Jahrhundert                                                                                     | Abgegangen |      |
| Schloss Eysölden                         | Thalmässing-Eysölden                                     | Schloss                                                | | |      |
| Jagdschloss Friedrichsgmünd              | Georgensgmünd                                            | Schloss                                                | | |      |
| Turmhügel Gebersdorf                     | Thalmässing-Gebersdorf                                   | Niederungsburg (Turmhügelburg)                         | Mittelalterlich                                                                                     | Abgegangen |      |
| Abschnittsbefestigung Göllersreuth       | Thalmässing-Göllersreuth-„Reuther Platte“                | Abschnittsbefestigung                                  | Vorgeschichtlich                                                                                    | Abgegangen |      |
| Wehrkirche Grafenberg (St. Bartholomäus) | Greding-Grafenberg                                       | Wehrkirche                                             | Mittelalterlich                                                                                     | Kirchhofbefestigung erhalten |      |
| Schloss Greding                          | Greding                                                  | Schloss, zuvor Burg                                    | Mittelalterlich                                                                                     | Erhalten |      |
| Martinskirche                            | Greding                                                  | Wehrkirche                                             | Mittelfranken                                                                                       | Erhalten |      |
| Burg Greuth                              | Greding-Obermässing                                      | Niederungsburg                                         | Frühmittelalterlich                                                                                 | Abgegangene Burg im Schwarzachtal, 2002/2003 und 2010/2011 archäologisch untersucht, Ringmauer, größere Toranlage und Innenbebauung nachgewiesen, Lesefunde |      |
| Abschnittsbefestigung Hagenich           | Thalmässing-Hagenich-„Leite“                             | Abschnittsbefestigung                                  | Vorgeschichtlich                                                                                    | Abgegangen |      |
| Turmhügel Hagenich                       | Thalmässing-Hagenich                                     | Niederungsburg (Turmhügelburg)                         | Mittelalterlich                                                                                     | Abgegangen |      |
| Schloss Harrlach                         | Roth-Harrlach                                            | Schloss                                                | Neuzeitlich                                                                                         | Abgegangen |      |
| Harsdorfer Schloss                       | Spalt-Enderndorf                                         | Schloss                                                | 18. Jahrhundert                                                                                     | Erhalten |      |
| Turmhügel Hausen                         | Greding-Hausen                                           | Niederungsburg (Turmhügelburg)                         | Mittelalterlich                                                                                     | Abgegangen |      |
| Burg Heideck                             | Heideck-Schloßberg, auf der Schloßberg-Ostflanke         | Höhenburg (Spornburg)                                  | Um 1260/70                                                                                          | Abgegangen, eindrucksvoller Halsgraben sowie ein Abschnittsgraben erhalten |      |
| Turmhügel Heimmühle                      | Thalmässing-Heimmühle, rund 630 Meter westlich des Ortes | Höhenburg (Turmhügelburg)                              | Mittelalterlich                                                                                     | Abgegangen |      |
| Burgruine Hilpoltstein                   | Hilpoltstein                                             | Burg                                                   | um 1100                                                                                             | 1639 verlassen, ab 1793 in Privatbesitz als Steinbruch genutzt. Seit 1972 in Besitz des Landkreises Roth und Sicherung der Ruine. Heute Freilichtbühne, Touristinformation, Archiv des Landkreises und Volkshochschule.                                                                    |      |
| Burgruine Hofberg                        | Greding-Hofberg                                          | Höhenburg (Spornburg)                                  | um 1200 bis 1250                                                                                    | Ab 1803 Privatbesitz, und als Steinbruch genutzt. Ruine seit 2000 gesichert. |      |
| Burgstall Kammerstein                    | Kammerstein                                              | Höhenburg (Spornburg)                                  | um 1181                                                                                             | Abgegangen, 1461, 1523 und um 1650 völlig zerstört und als Steinbruch genutzt. Der noch bestehende Bergfried wurde nach Beschädigung durch Blitzschlag 1782 abgerissen. Heute nur noch wenige Spuren der Anlage erkennbar.                                                                 |      |
| Schloss Kreuth                           | Heideck-Kreuth                                           | Schloss                                                | | |      |
| Schloss Kugelhammer                      | Wendelstein-Röthenbach bei Sankt Wolfgang                | Schloss                                                | | |      |
| Burgstall Kühedorf                       | Büchenbach-Kühedorf                                      | Niederungsburg, Ortslage                               | Mittelalterlich                                                                                     | Abgegangen |      |
| Burgstall Lämmerberg                     | Greding-Obermässing-„Lämmerberg“                         | Höhenburg (Gipfelburg)                                 | Mittelalterlich                                                                                     | Abgegangen |      |
| Burg Lampersdorf                         | Allersberg-Lampersdorf-„Burgstallbuck“                   | Niederungsburg (Hügelburg)                             | Mittelalterlich                                                                                     | Abgegangen, nur der mächtige Burghügel erhalten, teilweise von einem Ringgraben umgeben. Heute stark mit Gebüsch überwachsen. |      |
| Burgstall Landeck                        | Thalmässing-„Landeck“                                    | Höhenburg (Spornburg)                                  | Um 1372, 1460 zerstört                                                                              | Abgegangen, drei Burggräben erhalten |      |
| Abschnittsbefestigung Landersdorf        | Thalmässing-Landersdorf-Flur „Brandfeld“                 | Abschnittsbefestigung                                  | Vorgeschichtlich und mittelalterlich                                                                | Abgegangen |      |
| Burg Liebeneck                           | Greding-Mettendorf-„Pfaffenberg“                         | Höhenburg (Hangspornburg, Turmburg)                    | vor 1346, 1632/34 weitgehende Zerstörung der bereits unbewohnten Burg. 1847 als Steinbruch benutzt. | Ruine, ein kurzes Mauerstück und ein Halsgraben erhalten |      |
| Burgstall Meckenhausen                   | Hilpoltstein-Meckenhausen                                | Niederungsburg                                         | Mittelalterlich                                                                                     | Abgegangen |      |
| Burgstall Minettenheim                   | Hilpoltstein-Minettenheim                                | Niederungsburg                                         | Mittelalterlich                                                                                     | Abgegangen |      |
| Schloss Mörlach                          | Hilpoltstein-Mörlach                                     | Schloss                                                | 12. Jahrhundert                                                                                     | 1775 zum heutigen Rokokoschloss umgebaut. Heute Mustergut. |      |
| Abschnittsbefestigung Ohlangen           | Thalmässing-Ohlangen-Flur „Tannenschlag“                 | Abschnittsbefestigung                                  | Vor- und frühgeschichtlich                                                                          | Abgegangen |      |
| Burgstall Osterwiese                     | Gemeindefreies Gebiet Heidenberg                         | Burgstall                                              | Jungsteinzeitliche Befunde und 9. Jahrhundert                                                       | Abgegangen |      |
| Schloss Ratibor                          | Roth                                                     | Schloss                                                | 1535–1537                                                                                           | Zunächst Jagdschloss der Markgrafen, 1791 Privatbesitz, 1858–1892 Sitz des Landgerichts. Seit 1942 im Besitz der Stadt, heute Stadtbücherei, Stadtarchiv, Stadtmuseum und Touristeninformation. Im Hauptgebäude Restaurant. Im Innenhof Freilichtbühne.                                    |      |
| Abschnittsbefestigung Reinwarzhofen      | Thalmässing-Reinwarzhofen-„Heide“                        | Abschnittsbefestigung                                  | Vor- und frühgeschichtlich oder mittelalterlich                                                     | Abgegangen, durch einen Steinbruch gestört |      |
| St. Ägidius Röckenhofen                  | Greding-Röckenhofen                                      | Wehrkirche                                             | | Erhalten |      |
| Turmhügel Rohr                           | Rohr                                                     | Niederungsburg (Turmhügelburg)                         | Mittelalterlich                                                                                     | Abgegangen |      |
| Abschnittsbefestigung Ruppertsberg       | Heideck-Laibstadt-„Ruppertsberg“                         | Abschnittsbefestigung                                  | Vorgeschichtlich                                                                                    | Abgegangen |      |
| Burgstall Sandeskron                     | Spalt-Nagelhof                                           | Höhenburg (Spornburg)                                  | Vermutlich spätmittelalterlich                                                                      | Abgegangen |      |
| Abschnittsbefestigung Schanze            | Greding-„Pfaffenberg“                                    | Abschnittsbefestigung                                  | Frühmittelalterlich                                                                                 | Abgegangen |      |
| Seckendorff-Schloss                      | Roth                                                     | Schloss                                                | | |      |
| Schloss Sorg                             | Wendelstein-Sorg                                         | Schloss                                                | | |      |
| Burgruine Stauf                          | Thalmässing-Stauf                                        | Höhenburg (Gipfelburg)                                 | 13. Jahrhundert                                                                                     | 1460 bis auf ein Wirtschaftsgebäude zur Ruine verfallen. Privatbesitz. |      |
| Ringwall Tandl                           | Hilpoltstein-Tandl                                       | Ringwall                                               | Vorgeschichtlich                                                                                    | Abgegangen |      |
| Burgstall Theilenberg                    | Spalt-Theilenberg                                        | Höhenburg (Spornburg)                                  | Frühmittelalterlich                                                                                 | Abgegangen, ein restauriertes Wallgrabenstück zu sehen |      |
| Abschnittsbefestigung Teufelsberg        | Rohr-Kottensdorf-„Teufelsberg“                           | Abschnittsbefestigung                                  | Mittelalterlich                                                                                     | Abgegangen |      |
| Schloss Untererlbach                     | Spalt-Untererlbach                                       | Schloss                                                | | |      |
| Burgruine Wartstein                      | Roth                                                     | Niederungsburg                                         | Hochmittelalterlich                                                                                 | Abgegangen, zwischen 1460 und 1463 niedergebrannt und wieder aufgebaut. 1632 endgültig zerstört. Grundmauern erhalten. |      |
| Schloss Wendelstein                      | Wendelstein                                              | Schloss                                                | | |      |
| Burg Wernfels                            | Spalt-Wernfels                                           | Höhenburg (Spornburg)                                  | 1230–1260                                                                                           | 1600 ausgebrannt und wieder aufgebaut. Ab 1882 in Privatbesitz, seit 1925 Jugendherberge des CVJM |      |
| Schloss Zell (Hilpoltstein)              | Hilpoltstein-Zell                                        | Schloss                                                | Mittelalterlich                                                                                     | Abgegangen |      |

## Landkreis Weißenburg-Gunzenhausen
| Name                                              | Ort                                              | Typ                                                                                  | Entstehungszeit | Erhaltungszustand und heutige Nutzung | Bild |
| ------------------------------------------------- | ------------------------------------------------ | ------------------------------------------------------------------------------------ | --- | --- | ---- |
| Burg Absberg                                      | Absberg                                          | Niederungsburg (Turmhügelburg)                                                       | 1349 | Abgegangen, zunächst Turmhügelburg, 1449 und 1461 zerstört, versetzt zum alten Standort wieder aufgebaut. 1523 erneut zerstört und 1593–1595 wieder aufgebaut. 1652 aufgegeben und verfallen. Nur Halsgraben erkennbar. |      |
| Schloss Absberg                                   | Absberg                                          | Schloss                                                                              | 1723–1726 | 1809 Übergang in Privatbesitz, seit 1909 in Besitz der Regens-Wagner-Stiftung und Einrichtung eines Behindertenpflegeheims. 1969 Zerstörung des Rittersaals durch Brand. |      |
| Turmhügel Aha                                     | Gunzenhausen-Aha                                 | Niederungsburg (Turmhügelburg)                                                       | Mittelalterlich | Abgegangen, runder Turmhügel erhalten |      |
| Burgstall Allmannsdorf                            | Pleinfeld-Allmannsdorf-Waldflur „Eichholz“       | Höhenburg (Spornburg)                                                                | Vermutlich mittelalterlich, möglicherweise auch vor- und frühgeschichtlich                                                         | Abgegangen, Burgstall erst 1973 entdeckt |      |
| Alte Bürg                                         | Pappenheim-„Alte Bürg“                           | Abschnittsbefestigung, vermutlich zum Schutz von Königsgut angelegt                  | 7. oder 8. Jahrhundert | Abgegangen, Wälle und Gräben erhalten |      |
| Alte Bürg                                         | Weißenburg in Bayern                             | Abschnittsbefestigung                                                                | Frühmittelalter | Burgstall mit geringen Wall, Graben- und Mauerresten |      |
| Schloss Altenmuhr                                 | Muhr am See                                      | Wasserschloss                                                                        | 12. Jahrhundert | 16., 17. und 19. Jahrhundert mehrfach Um- und Ausbauten. Seit 1837 Privatbesitz. |      |
| Turmhügel Altenmuhr                               | Muhr am See                                      | Niederungsburg (Turmhügelburg, Wasserburg)                                           | Mittelalterlich | Abgegangen |      |
| Burgstall Altes Schloss                           | Pfofeld-Thannhausen-„Weissenberg“                | Höhenburg (Spornburg)                                                                | 12. oder 13. Jahrhundert | Abgegangen, nur ein rechteckiger Graben erhalten |      |
| Burg Bechthal (Burg Waldeck)                      | Raitenbuch-Bechthal-„Schlossberg“                | Höhenburg (Spornburg)                                                                | 13. Jahrhundert | 1633 zerstört, seit 1984 gesicherte Ruine. |      |
| Abschnittsbefestigung Bechthal                    | Raitenbuch-Bechthal-Flur „Ahnfrauplatte“         | Abschnittsbefestigung                                                                | Frühmittelalterlich | Abgegangen, Abschnittswall erhalten |      |
| Burgstall Bergen                                  | Bergen                                           | Niederungsburg (Turmhügelburg)                                                       | Mittelalterlich | Abgegangen |      |
| Unteres Schloss (Berolzheim)                      | Markt Berolzheim                                 | Niederungsburg (Wasserburg)                                                          | 1320 | Abgegangen |      |
| Burgstall Oberes Schloss (Berolzheim)             | Markt Berolzheim                                 | Niederungsburg (Wasserburg)                                                          | Mittelalterlich | Abgegangen, um 1650 zerstört. Gelände bereits 1667 überbaut. |      |
| Turmhügel Buck                                    | Gunzenhausen-Stetten                             | Niederungsburg (Turmhügelburg)                                                       | Mittelalterlich | Abgegangen, der Turmhügel innerhalb der Ortschaft ist zum größten Teil überbaut und nur noch in Resten erkennbar |      |
| Burgstall Burgsalach                              | Burgsalach                                       | Niederungsburg                                                                       | Mittelalterlich | Abgegangen, mit Pfarrhaus überbaut, Reste von Wassergräben |      |
| Abschnittsbefestigung Burgstall                   | Pleinfeld-Kleinweingarten-„Weingartner Berg“     | Höhenburg (Spornburg)                                                                | Vermutlich frühmittelalterlich | Abgegangen, nur ein Wallgraben erhalten |      |
| Burgstall Buschl                                  | Meinheim-Wolfsbronn-„Dürrenberg“                 | Höhenburg (Spornburg)                                                                | Vermutlich 12. Jahrhundert | Abgegangen, Halsgraben und Wälle erhalten |      |
| Burgstall Buschel                                 | Treuchtlingen-„Burgstallberg“                    | Ringwall und Turmhügelburg                                                           | Ringwall frühmittelalterlich, Turmhügelburg hochmittelalterlich                                                                    | Abgegangen, Wallanlage und Turmhügel erhalten |      |
| Schloss Cronheim                                  | Gunzenhausen-Cronheim                            | Schloss                                                                              | 1572–1574 | Anstelle einer 1140 erbauten und 1403 niedergebrannten Burg als Wasserschloss neu errichtet, heute AWO-Therapiezentrum und Museum Schloss Cronheim |      |
| Wehrkirch Cronheim                                | Gunzenhausen-Cronheim                            | Wehrkirche                                                                           | Mittelalter | Ehemalige Wehrkirche St. Maria Magdalena. Die Wehrmauer wurde 1889 auf heutige Höhe abgetragen. Oberhalb des Torbogens befindet sich das Wappen derer von Cronheim. |      |
| Allodium Cronheim                                 | Gunzenhausen-Cronheim                            | Niederungsburg / Rittergut                                                           | 1140 Umbau 1749 | um 1140 als befestigtes Rittergut mit königlicher Erlaubnis errichtet, in der zweiten Hälfte des 14. Jahrhunderts als Vorburg ausgebaut, 1632 teilweise zerstört, 1749 nach Plänen Matthias Seybolds als Pfarrhof im Stil des Spätbarocks umgebaut. Heute im Privatbesitz einer Nebenlinie der Herren Geben                                               |      |
| Abschnittsbefestigung Dachsbau                    | Westheim-Ostheim-Waldflur „Dachsbau“             | Abschnittsbefestigung                                                                | Vor- und frühgeschichtlich oder frühmittelalterlich                                                                                | Abgegangen, Wall und Graben erhalten, Anlage durch einen Steinbruch gestört |      |
| Schloss Dettenheim                                | Weißenburg-Dettenheim                            | Schloss                                                                              | 1782 | Jagdschloss, erhalten. |      |
| Schloss Ellingen                                  | Ellingen                                         | Schloss                                                                              | 1216 | 1708–1760 Ausbau zur heutigen Erscheinung. Seit 1939 unter staatlicher Verwaltung. Vollständig erhalten mit zahlreichen Nebengebäuden, Kirche und Brauerei. |      |
| Burgstall Emetzheim                               | Weißenburg-Emetzheim                             | Niederungsburg (Turmhügelburg)                                                       | Um 1187 | Abgegangen, vor 1616 wüst gefallen |      |
| Burgstall Ettenstatt                              | Ettenstatt                                       | Niederungsburg                                                                       | Mittelalterlich | Abgegangen, nur noch im Luftbild erkennbar |      |
| Schloss Falbenthal                                | Treuchtlingen-Falbenthal                         | Schloss                                                                              | 1681 | Erhalten, ursprünglich dreistöckiger Bau, heute noch zweistöckig |      |
| Schloss Falkenhausen                              | Gunzenhausen-Wald                                | Schloss, zuvor Niederungsburg                                                        | Burg mittelalterlich, Schloss 1732 errichtet                                                                                       | Erhalten |      |
| Burg Flüglingen                                   | Weißenburg-Weimersheim-„Schlossberg“             | Höhenburg (Turmhügelburg)                                                            | 12. oder 13. Jahrhundert | Abgegangen, nur als einer der größten Turmhügel im Landkreis erhalten |      |
| Gelbe Burg                                        | Dittenheim-„Gelber Berg“                         | Befestigte Höhensiedlung, später Gauburg                                             | Siedlung vor- und frühgeschichtlich, Gauburg des 4. und 5. Jahrhunderts                                                            | Bis 1448 abgegangen. Halsgraben und verstürzte Mauerreste vorhanden. |      |
| Jagdschloss Georgenthal                           | Haundorf-Haundorfer Wald                         | Jagdschloss des Markgrafen Georg Friedrich II. der Jüngere                           | 1695 | Abgegangen, wenige Grundmauerreste erhalten |      |
| Burgstall Gersdorf                                | Nennslingen-Gersdorf                             | Höhenburg (Spornburg)                                                                | Mittelalterlich | Abgegangen, 25 mal 20 Meter große trapezförmige Anlage mit Graben und Grundmauerresten erhalten |      |
| Burg Geyern                                       | Bergen-Geyern-„Breitenau“                        | Höhenburg (Spornburg) der Schenken von Geyern, wohl Vorgängeranlage der Burg Neuhaus | 12. oder 13. Jahrhundert | Abgegangen, nur noch mehrere Gräben und Wälle erhalten |      |
| Schloss Geyern                                    | Bergen-Geyern                                    | Schloss, zuvor Höhenburg (Spornburg)                                                 | Burg mittelalterlich, Schloss frühneuzeitlich                                                                                      | Erhalten |      |
| Burgstall Gundelsheim                             | Theilenhofen-Gundelsheim an der Altmühl          | Höhenburg (Spornburg)                                                                | Mittelalterlich | Abgegangen, 1344 zerstört, heute ist die Burgstelle durch die evangelische St. Bartholomäuskirche überbaut |      |
| Ringwall Höhberg (Altes Schloss)                  | Haundorf-Oberhöhberg-„Höhberg“                   | Ringwall                                                                             | Vermutlich frühgeschichtlich | Abgegangen, 1,5 Hektar große Anlage mit Ringwall- und graben erhalten |      |
| Palais Heydenab                                   | Gunzenhausen                                     | Palast                                                                               | ab 1748 | Erhalten, beherbergt heute eine Bankfiliale |      |
| Burg Hohentrüdingen                               | Heidenheim-Hohentrüdingen                        | Burg                                                                                 | Ende 11. Jahrhundert | Einst größte Burganlage der Gegend, ab 1404 verfallen und ab 1716 systematisch abgebaut. Bergfried (heute Kirchturm) erhalten. |      |
| Burg Laufenbürg                                   | Wassertrüdingen-Laufenbürg                       | Niederungsburg                                                                       | 12./13. Jahrhundert | Von der ehemaligen Burganlage sind noch Substruktionen und das Torhaus des von Karl Friedrich von Zocha um 1730/50 errichteten Nachfolgebauwerkes erhalten. Zu diesem 1895 abgebrannten Schloss gehört auch der Lustteich, der sich neben Wallanlagen aus dem 18. Jahrhundert erhalten hat.                                                               |      |
| Lunkenburg                                        | Meinheim-Wolfsbronn                              | Niederungsburg (Turmhügelburg)                                                       | 11./12. Jahrhundert | Ehemalige Turmhügelburg vor 1400 abgegangen. Graben und Wall erkennbar. |      |
| Schloss Mittelmuhr                                | Muhr am See                                      | Schloss                                                                              | | Im 19. Jahrhundert abgerissen |      |
| Schloss Möhren                                    | Treuchtlingen-Möhren                             | Schloss, zuvor Höhenburg                                                             | Burg während des 13. Jahrhunderts erbaut, Umbau zum Schloss 1711, 1880 umgestaltet                                                 | Erhalten |      |
| Schloss Neuenmuhr                                 | Muhr am See                                      | Wasserschloss                                                                        | Mittelalterlich | 1834/35 abgerissen |      |
| Burg Neuhaus                                      | Bergen-Geyern                                    | Höhenburg (Spornburg)                                                                | 14. Jahrhundert | Abgegangen, im 16. Jahrhundert verfallen, Halsgraben und Wohnturmfundament vorhanden |      |
| Burgstall bei Ostheim                             | Westheim-Ostheim-Flur „Rang“                     | Niederungsburg                                                                       | Mittelalterlich | Abgegangen, viereckige Wallanlage erhalten |      |
| Burg Pappenheim                                   | Pappenheim                                       | Höhenburg (Spornburg)                                                                | Vor 1214 | Im 13. Jahrhundert massiv ausgebaut, um 1500 mit einem Zwinger versehen. 1633 teilweise zerstört, ab 1704 verlassen und dem Verfall preisgegeben. Seit 1960 Erhaltungsmaßnahmen. Heute Museum. |      |
| Altes Schloss (Pappenheim)                        | Pappenheim                                       | Schloss                                                                              | 1593 | Residenz der Marschälle von Pappenheim bis zum Bau des Neuen Schlosses 1820. |      |
| Neues Schloss (Pappenheim)                        | Pappenheim                                       | Schloss                                                                              | 1822 | Gräflicher Verwaltungssitz, heute Wohnungen und Büros. |      |
| Altes Vogteischloss Pleinfeld                     | Pleinfeld                                        | Schloss                                                                              | Vor 1136 | Umgestaltung im 17./18. Jahrhundert. Heute Gemeindebücherei, das Haus des Gastes und Heimat- und Brauereimuseum. Seit 2006 auch Mehrgenerationenhaus. |      |
| Schloss Polsingen (Wöllwarth`sches Wasserschloss) | Polsingen                                        | Wasserschloss                                                                        | 16. Jahrhundert | Erhalten |      |
| Jagdschloss Raitenbuch                            | Raitenbuch                                       | Jagdschloss (Weiherhaus), zuvor Niederungsburg                                       | Burg mittelalterlich, Weiherhaus aus dem 15. Jahrhundert                                                                           | Erhalten |      |
| Burg Rechenberg                                   | Westheim-Ostheim                                 | Höhenburg (Spornburg)                                                                | 12. Jahrhundert | Abgegangen, ab 1590 verfallen und abgetragen. Halsgraben und Reste der Vorburg als Ruine erhalten. |      |
| Abschnittsbefestigung Sammenheim                  | Dittenheim-Buckmühle-„Spielberger Leiten“        | Abschnittsbefestigung                                                                | Vermutlich frühmittelalterlich | Abgegangen, halbkreisförmiger Wall mit vorgelegtem Graben erhalten |      |
| Schloss Sandsee                                   | Pleinfeld                                        | Schloss, zuvor Höhenburg                                                             | 12. Jahrhundert | 1467 zerstört, wieder aufgebaut und 1636 niedergebrannt. 1660 erneut aufgebaut. Heute Wohnsitz der Familie von Wrede. |      |
| Burg Schambach                                    | Treuchtlingen-Schambach                          | Höhenburg                                                                            | Hochmittelalterlich | Abgegangen, durch das Gasthaus Zum güldenen Ritter überbaut |      |
| Abschnittsbefestigung Schlossberg                 | Heidenheim-Degersheim-„Schlossberg“              | Abschnittsbefestigung, Spornlage                                                     | Vermutlich frühmittelalterlich | Abgegangen, nur ein Wall erhalten |      |
| Turmhügel Schlossbuck im Hag                      | Pfofeld-„Hag“                                    | Höhenburg (Turmhügelburg) Sitz des Pfofelder Ortsadels                               | Vermutlich 12. Jahrhundert | Abgegangen, großer Turmhügel mit Wall und Graben erhalten |      |
| Ringwall Schlossbuck                              | Gunzenhausen-„Schlossbuck“                       | Ringwall                                                                             | Urnenfelder- und hallstattzeitlich                                                                                                 | Abgegangen, 150 mal 60 Meter große Anlage mit stark verflachtem Ringwall erhalten, durch den Limes teilweise überbaut worden |      |
| Burgstall Schlössle                               | Treuchtlingen-Haag bei Treuchtlingen-„Altenburg“ | Höhenburg                                                                            | Vermutlich 10. Jahrhundert | Abgegangen, durch einen Steinbruchbetrieb stark gestört, nur Wallteile erhalten |      |
| Burgstall Schlossgraben                           | Westheim-„Auwald“                                | Niederungsburg (Turmhügelburg), vermutlich Sitz der Herren von Auhausen              | Vermutlich Ende des 11. Jahrhunderts                                                                                               | Abgegangen, Turmhügel und Vorburg mit teilweisem Außenwall und Gräben erhalten |      |
| Abschnittsbefestigung Schlossleite                | Pappenheim-Neudorf-„Sandbuck“                    | Abschnittsbefestigung, Spornlage                                                     | Vermutlich frühmittelalterlich | Abgegangen, nur ein Wall erhalten, wohl nicht fertiggestellt worden |      |
| Burgstall Silberburg                              | Absberg-Kalbensteinberg-Waldfur „Münchshof“      | Höhenburg (Spornburg)                                                                | Hochmittelalterlich | Abgegangen, tropfenförmige Burgfläche, Halsgraben sowie zwei weitere Gräben erhalten |      |
| Schloss Spielberg                                 | Gnotzheim-Spielberg                              | Schloss, zuvor Höhenburg (Spornburg)                                                 | 12. Jahrhundert | Um 1400 mehrfach umgebaut, heute Museum für zeitgenössische Kunst. |      |
| Turmhügel Spielberg                               | Gnotzheim-Spielberg                              | Höhenburg (Turmhügelburg), möglicherweise Vorgängeranlage des Schlosses Spielberg    | Mittelalterlich | Abgegangen, nur der sehr gut erhaltene Turmhügel noch sichtbar |      |
| Burg Stahelsberg                                  | Heidenheim-Stahlmühle-„Schlossberg“              | Höhenburg (Spornburg), später Kloster                                                | 1197 | Abgegangen, Mauerreste der Klosterkirche erhalten |      |
| Burgstall Steinhaus                               | Markt Berolzheim-„Der Goppel“                    | Niederungsburg (Turmhügelburg)                                                       | 11. oder 12. Jahrhundert | Abgegangen, Turmhügel mit Wall und Graben erhalten |      |
| Schloss Stopfenheim                               | Ellingen-Stopfenheim                             | Schloss, zuvor Burg                                                                  | 1716 | Auf den Grundmauern eines Vorgängerbaus errichtet. 1824–1964 Pfarrhaus, seit 1975 Privatbesitz. |      |
| Schloss Syburg                                    | Bergen-Syburg                                    | Wasserschloss, zuvor Wasserburg                                                      | Burg mittelalterlich, vermutlich 11. Jahrhundert, Ausbau zum Schloss Mitte des 18. Jahrhunderts                                    | Erhalten |      |
| Burg Trendel                                      | Polsingen-Trendel-„Burggarten“                   | Höhenburg (Gipfelburg)                                                               | 12. Jahrhundert | Abgegangen |      |
| Schloss Trendel                                   | Polsingen-Trendel                                | Schloss                                                                              | 16./17. Jahrhundert | Erhalten |      |
| Burg Treuchtlingen (Obere Veste)                  | Treuchtlingen                                    | Höhenburg (Spornburg)                                                                | Erste Hälfte 12. Jahrhundert | Ab 1453 unbewohnt und dem Verfall preisgegeben. Als gesicherte Ruine erhalten. |      |
| Stadtschloss Treuchtlingen (Niedere Veste)        | Treuchtlingen                                    | Schloss, zuvor Niederungsburg                                                        | Burg des 10. Jahrhunderts, Schloss aus dem 16. Jahrhundert                                                                         | Erhalten. Kur- und Touristinformation, Informationszentrum des Naturparks Altmühltal, Posamenten-Museum und Ausstellung Geopark Ries |      |
| Burgstall bei Treuchtlingen                       | Treuchtlingen-Flur „Untere Möhrenwiesen“         | Niederungsburg (Turmhügelburg)                                                       | Mittelalterlich | Abgegangen, Turmhügel unmittelbar am Altmühlufer erhalten |      |
| Schloss Unterwurmbach                             | Gunzenhausen-Unterwurmbach                       | Schloss                                                                              | | Abgegangen |      |
| Burgstall Weiboldshausen                          | Höttingen-Weiboldshausen                         | Niederungsburg                                                                       | Mittelalterlich | Abgegangen, Burgstall im Ortsbereich heute zum größten Teil überbaut |      |
| Abschnittsbefestigung Weinberg                    | Treuchtlingen-„Weinberg“                         | Abschnittsbefestigung und Turmhügelburg, Gipfellage                                  | Abschnittsbefestigung vermutlich frühmittelalterlich, Turmhügelburg vermutlich zwischen dem 10. und dem 12. Jahrhundert entstanden | Abgegangen, nur Wälle und Gräben sowie ein Turmhügel erhalten |      |
| Festung Wülzburg                                  | Weißenburg in Bayern                             | Festung                                                                              | 1588–1610 | Ursprünglich Benediktinerkloster, 1588 in eine Festung umgewandelt. 1639 durch Brand Teile der Anlage zerstört. Im 20. Jahrhundert Kriegsgefangenenlager, Schullandheim, Internierungslager, Flüchtlingslager und Kreisaltersheim. 1968 erhoben in den Rang eines National bedeutenden Baudenkmals. Heute Berufsschule zur sonderpädagogischen Förderung. |      |
| Burgstall Zimmern                                 | Pappenheim-Zimmern-„Hollerstein“                 | Höhenburg (Spornburg)                                                                | Mittelalterlich | Abgegangen, wenige Grundmauerreste erhalten |      |